# 부석사
부석사(浮石寺)는 신라 문무대왕 16년(676년)에 의상이 왕명을 받아 세운 화엄종 사찰로서, 대한민국 경상북도 영주시 부석면 봉황산 중턱에 있다.
부석사는 특히 의상이 화엄의 큰 가르침을 베풀던 곳으로, 의상을 "부석존자"라 하고, 그가 창시한 화엄종을 "부석종"이라 하는 것도 여기에서 유래한다. 1372년(공민왕 21)에 주지가 된 원응국사(圓應國師)에 의해 많은 건물들이 다시 세워졌다. 몇 안 되는 고려 시대 건축물인 부석사 무량수전이 유명하다. 무량수전 외에도 부석사에 많은 문화재들이 존재한다. 2018년, '산사, 한국의 산지승원'이라는 명칭으로 유네스코 세계문화유산에 등재되었다. 

## 전설
《삼국유사》에 따르면, 의상이 당나라 유학을 마치고 귀국할 때 그를 흠모한 여인 선묘가 용으로 변해 의상이 신라에 안전하게 도착할 수 있게 했고, 절터까지 따라와서 절을 세우는 것을 도와주었다고 한다. 본래 이 절터에는 사교의 무리가 모여 있었는데, 의상이 이 곳에 절을 세우려고 하자 선묘가 무거운 바위를 사교의 무리들의 머리 위로 띄워 이곳에 절을 세울 수 있었다고 한다. 무량수전 옆에 큰 바위가 있는데, 전해지는 말에 따르면, 선묘가 띄웠던 바위이며 아직도 떠 있다고 한다.

### 부석(浮石)

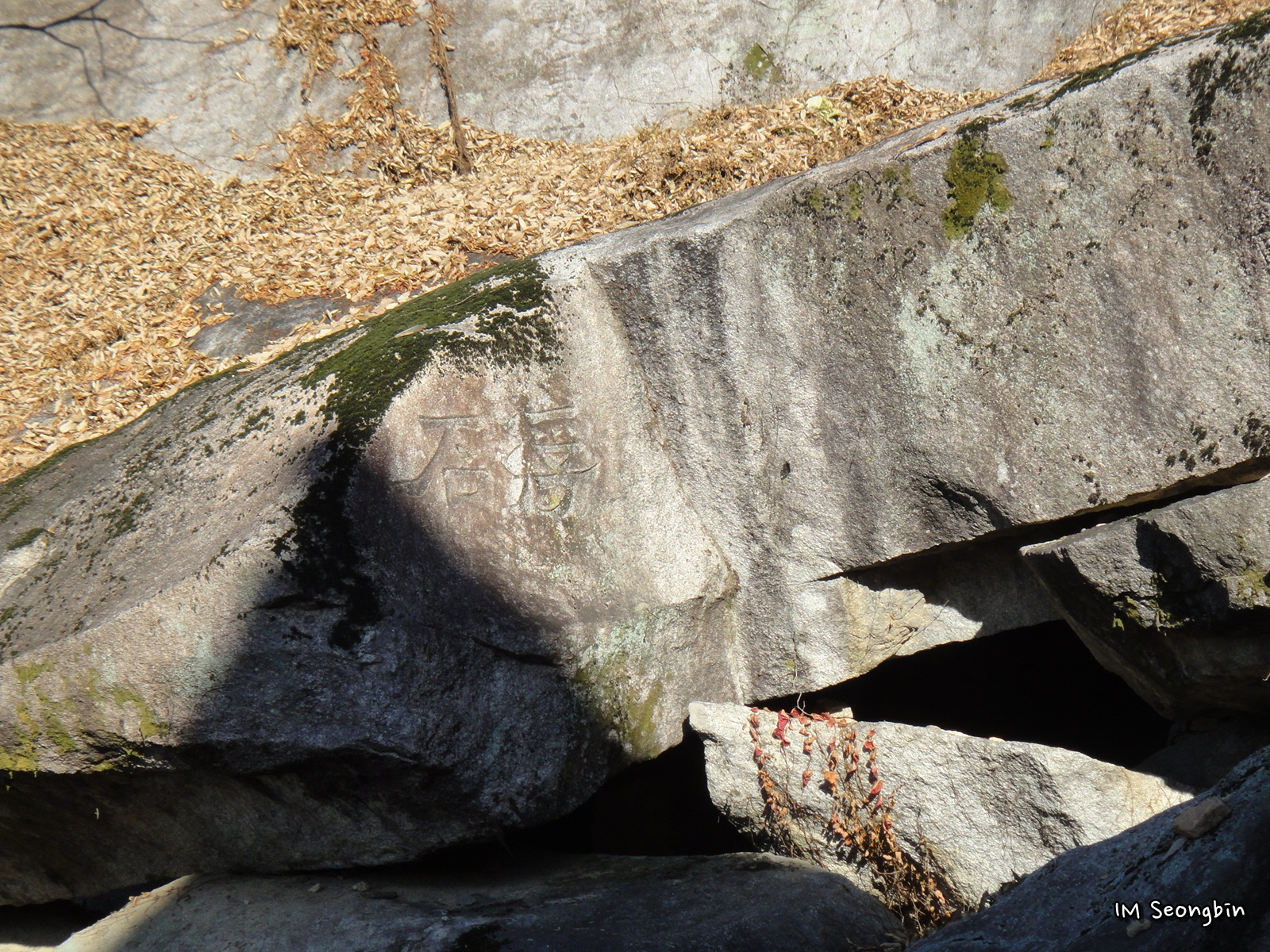
부석(浮石) : 떠 있는 돌

신라 문무대왕 1년(661년) 의상 대사가 화엄학을 공부하기 위해 당나라에 갔을 때 의상 대사를 연모한 선묘라는 여인이 있었다.
의상 대사는 중국 장안에 있는 종남산 지상사의 지엄삼장에게서 10년간 화엄의 도리를 배우고 깨달음을 얻은 후 귀국길에 올랐다.
뒤늦게 소식을 들은 선묘가 부두로 달려갔을 때 대사가 탄 배는 이미 사라지고 없었다.
선묘는 바다에 몸을 던져 용으로 변신하여 의상 대사가 탄 배를 호위하여 무사히 귀국하게 하였다.
그 후 의상 대사가 화엄의 도리를 널리 펴기 위하여 왕명으로 이곳 봉황산 기슭에 절을 지으려고 할 때, 이곳에 살고 있던 많은 이교도들이 방해하였다.
이때 선묘 신룡이 바위를 공중으로 들어 올리는 기적을 보여 이교도를 물리쳤다.
그리하여 이 돌을 '부석'이라 불렸으며 사찰 이름을 '부석사'라 불렀다고 한다.
그 후 선묘 신룡은 부석사를 지키기 위해 석룡으로 변신하여 무량수전 뜰아래 묻혔다는 이야기가 전해오고 있다.
조선 영조 때 이중환의 《택리지》에는 "위아래 바위 사이에 약간의 틈이 있어 줄을 넣어 당기면 걸림 없이 드나들어 떠있는 돌임을 알 수 있다."라고 적고 있다.

## 주요 볼거리

### 무량수전
1376년에 중수된 목조 건축물로 대한민국의 국보 제18호이다. 고려시대의 법식을 잘 보여주는 건물이다.

### 안양루

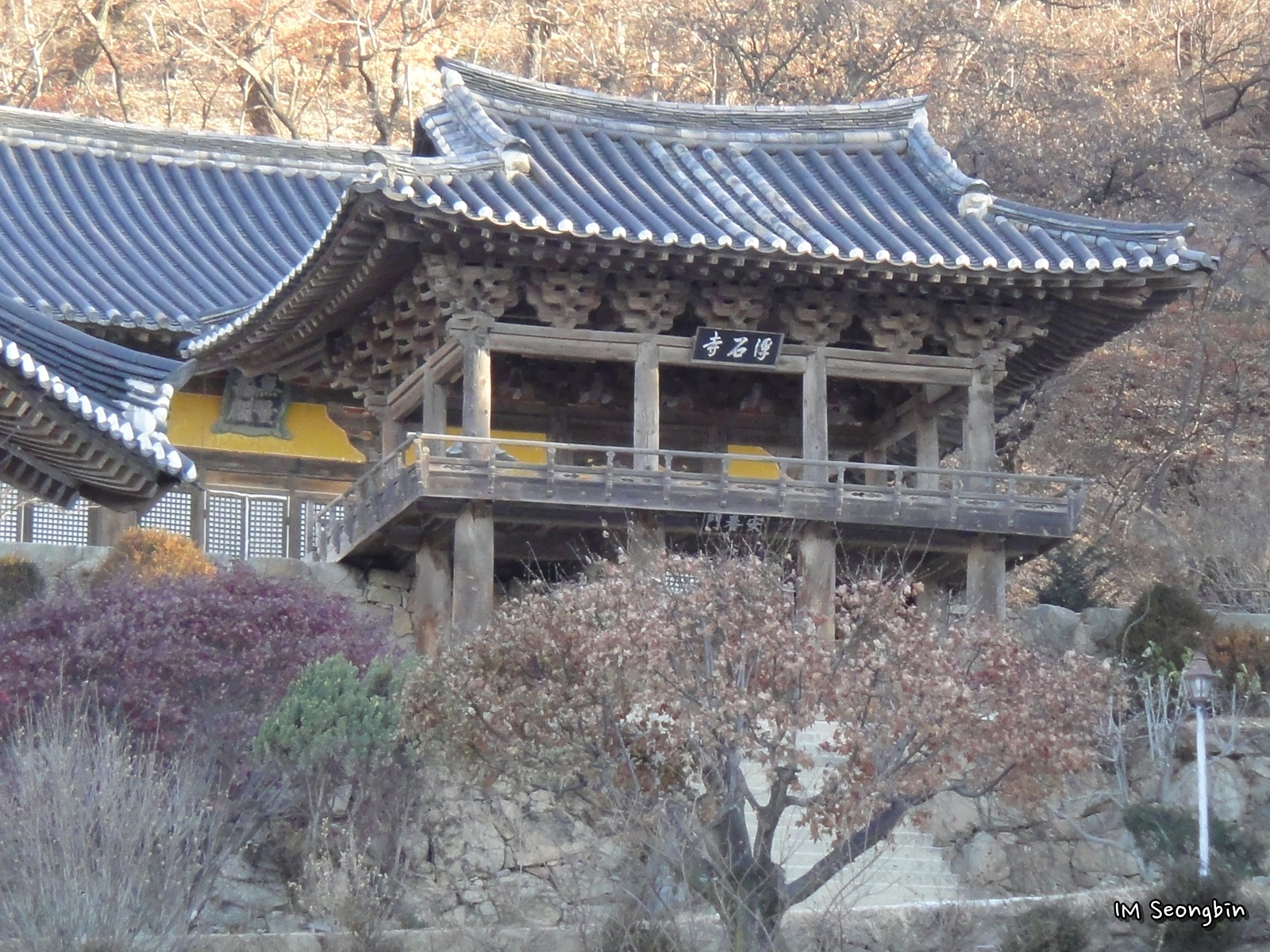
안양루(安養樓)

안양루(安養樓)는 무량수전 앞마당 끝에 위치한 누각이다. 규모는 정면 3칸, 측면 2칸이며 팔작지붕 건물이다. 건물의 위쪽, 아래쪽 편액이 다르다. 난간 아랫부분의 편액은 "안양문", 위층 마당 쪽은 "안양루"라고 씌여 있다. 문과 누각의 2가지의 기능을 부여한 것이다. 극락이란 뜻을 가진 '안양'의 안양문은 극락 세계에 이르는 입구를 상징한다. 고로, 극락세계로 들어가는 문을 지나면 극락인 무량수전이 위치한 구조로 되어있는 것이다.
예로부터 많은 문인들이 안양루에서 바라보는 소백의 경치를 시문으로 남겼고, 누각 내부에 시문 현판이 담겨있다.
2층 공포와 공포 사이로, 여러 개의 금색불상이 가부좌를 틀고 있는 모습이 보인다.

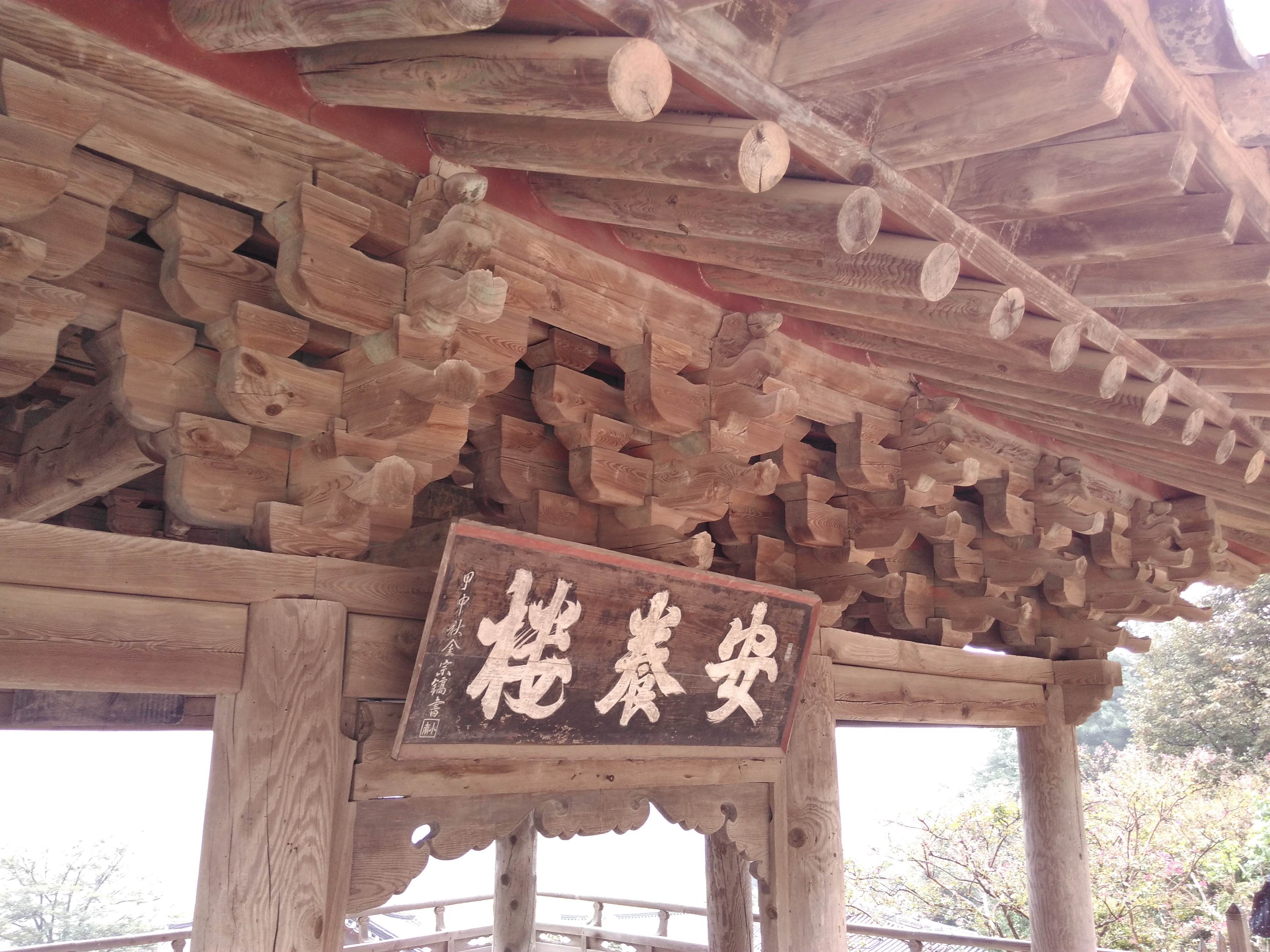
안양루(安養樓)라고 씌여진 현판
안양루는 무량수전 앞에 위치하고 있다. (좌측이 안양루, 우측이 무량수전)

### 선묘각

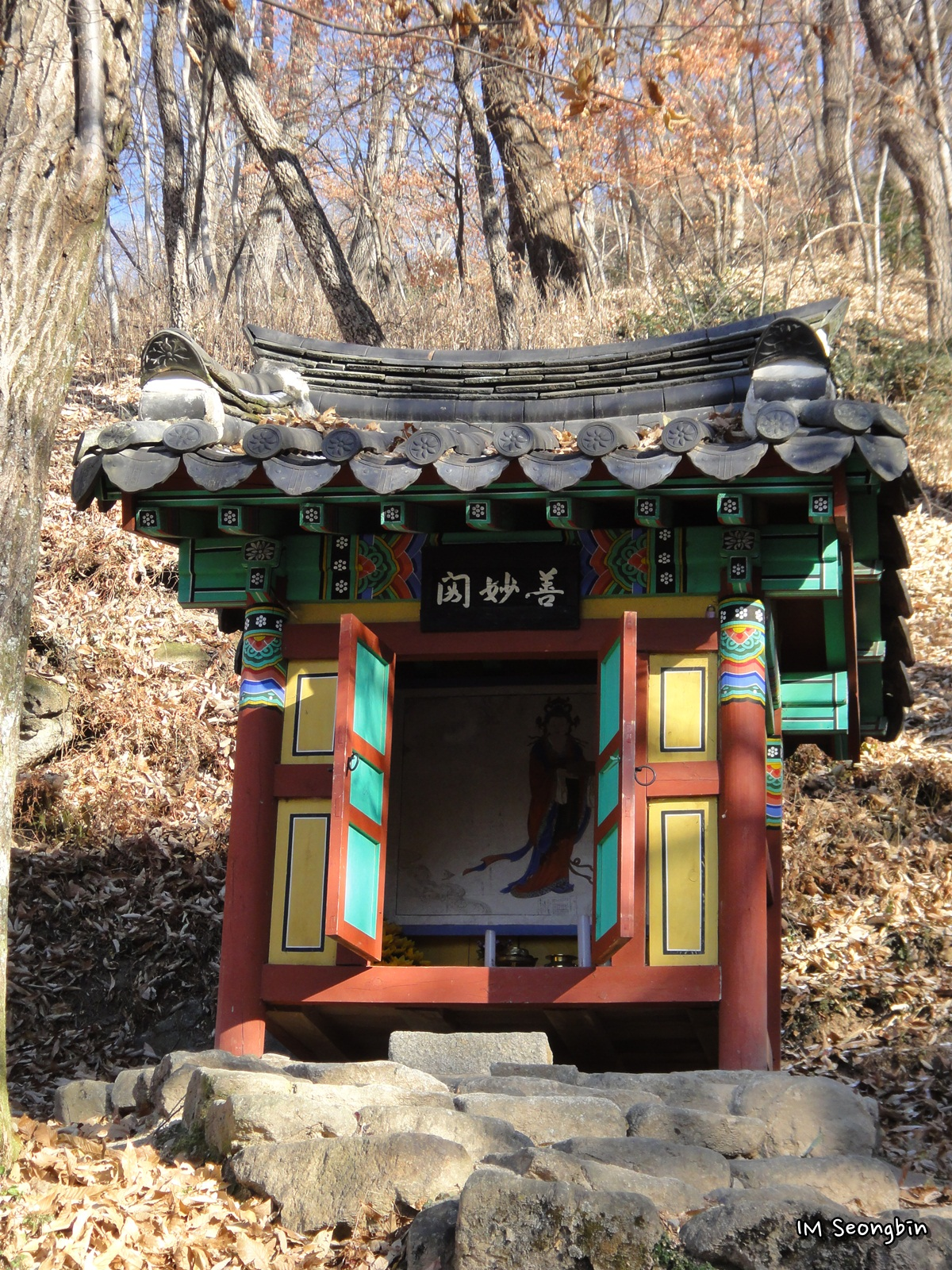
선묘각(善妙閣)

선묘각(善妙閣)은 무량수전 북서쪽 모서리에 위치하고 있고, 의상조사의 창건 설화와 관련된 선묘라는 인물을 모신 건물이다. 정면과 측면이 각각 1칸 규모의 맞배집이지만, 가구의
방식이나 부재를 다듬은 걸 보아 최근의 건물인 듯하다. 안에는 1975년에 그려진 선묘의 영정이 걸려있다.

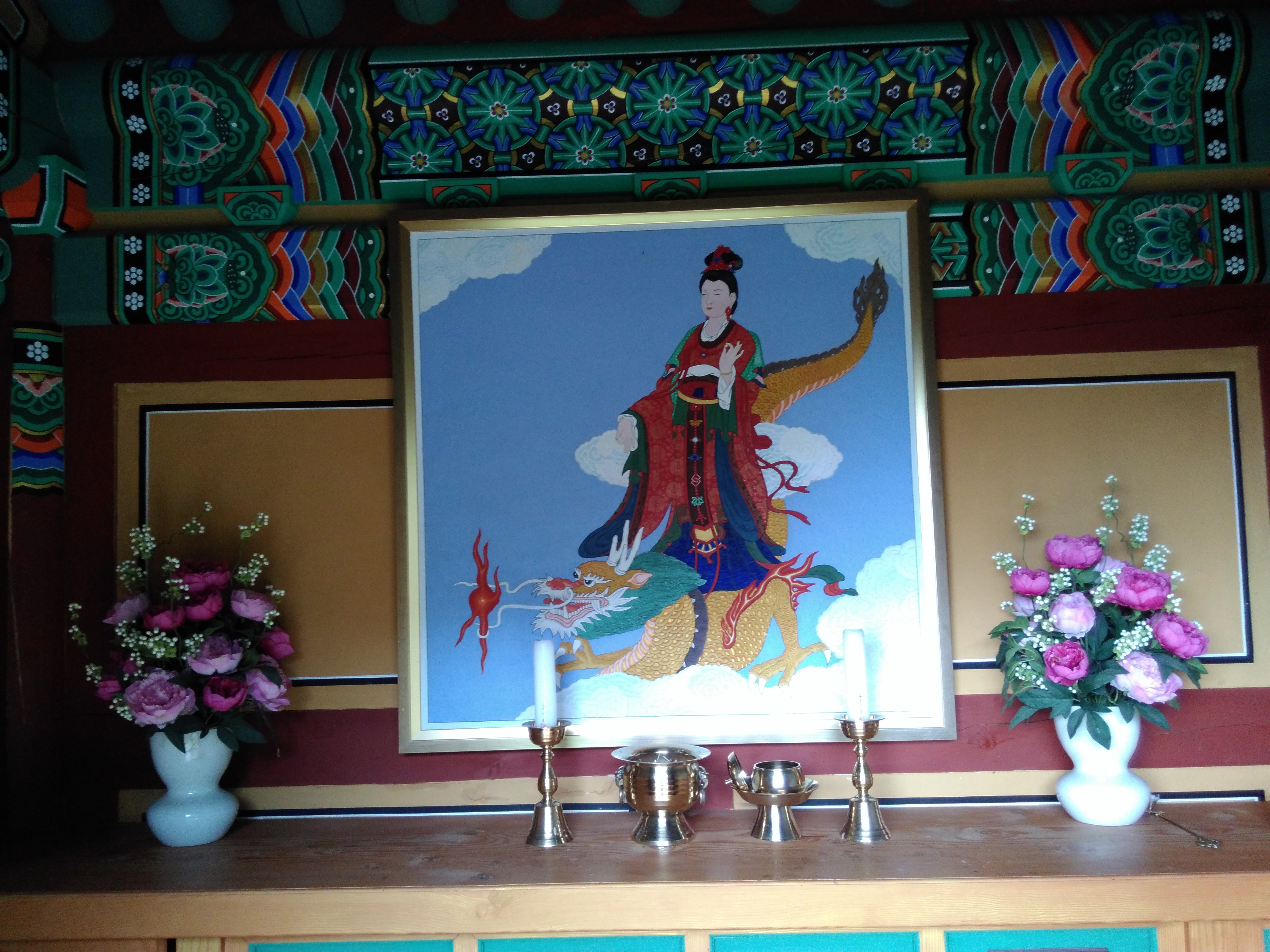
선묘각 내부에 있는 선묘 탱화
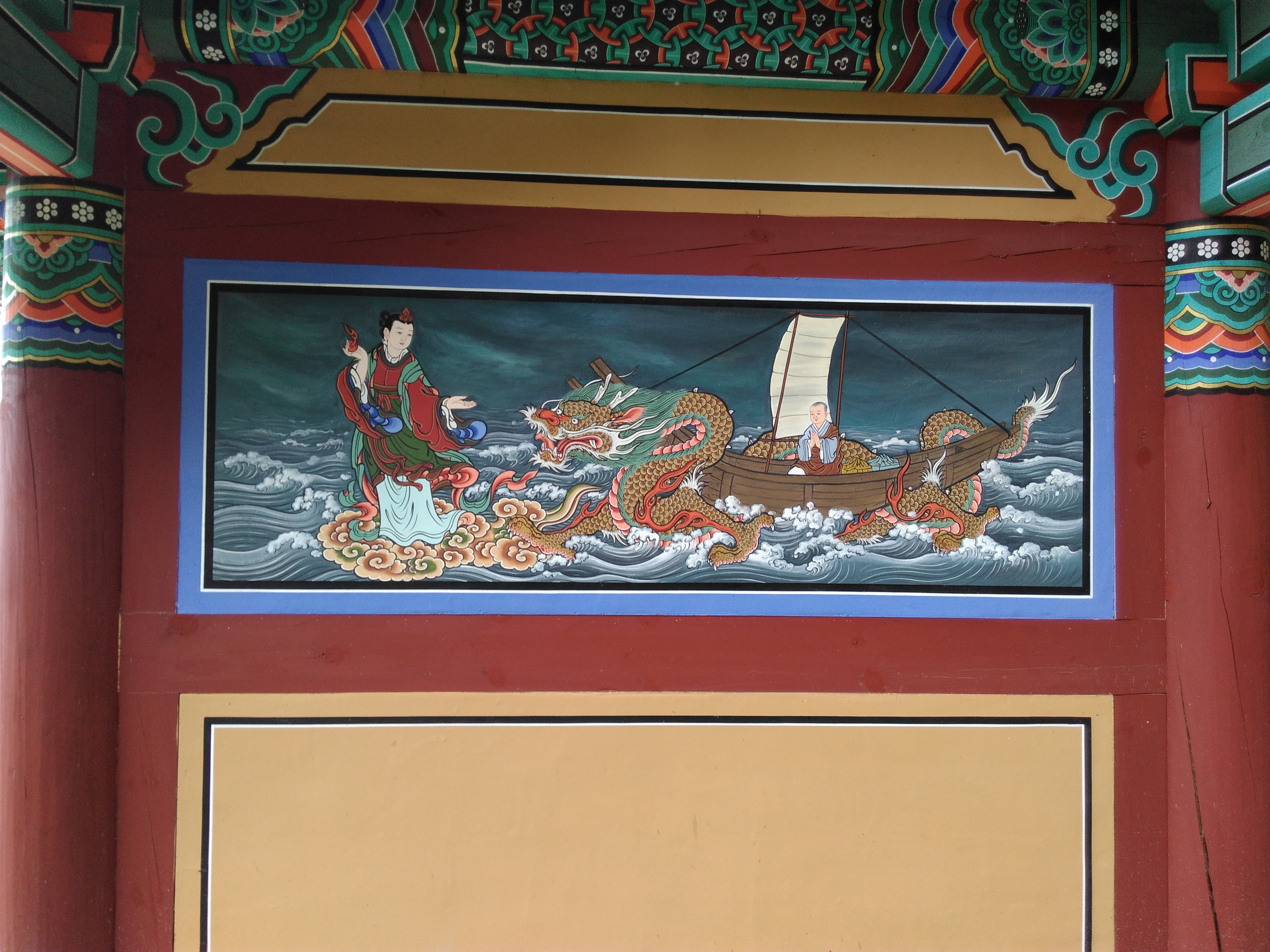
선묘각 내부
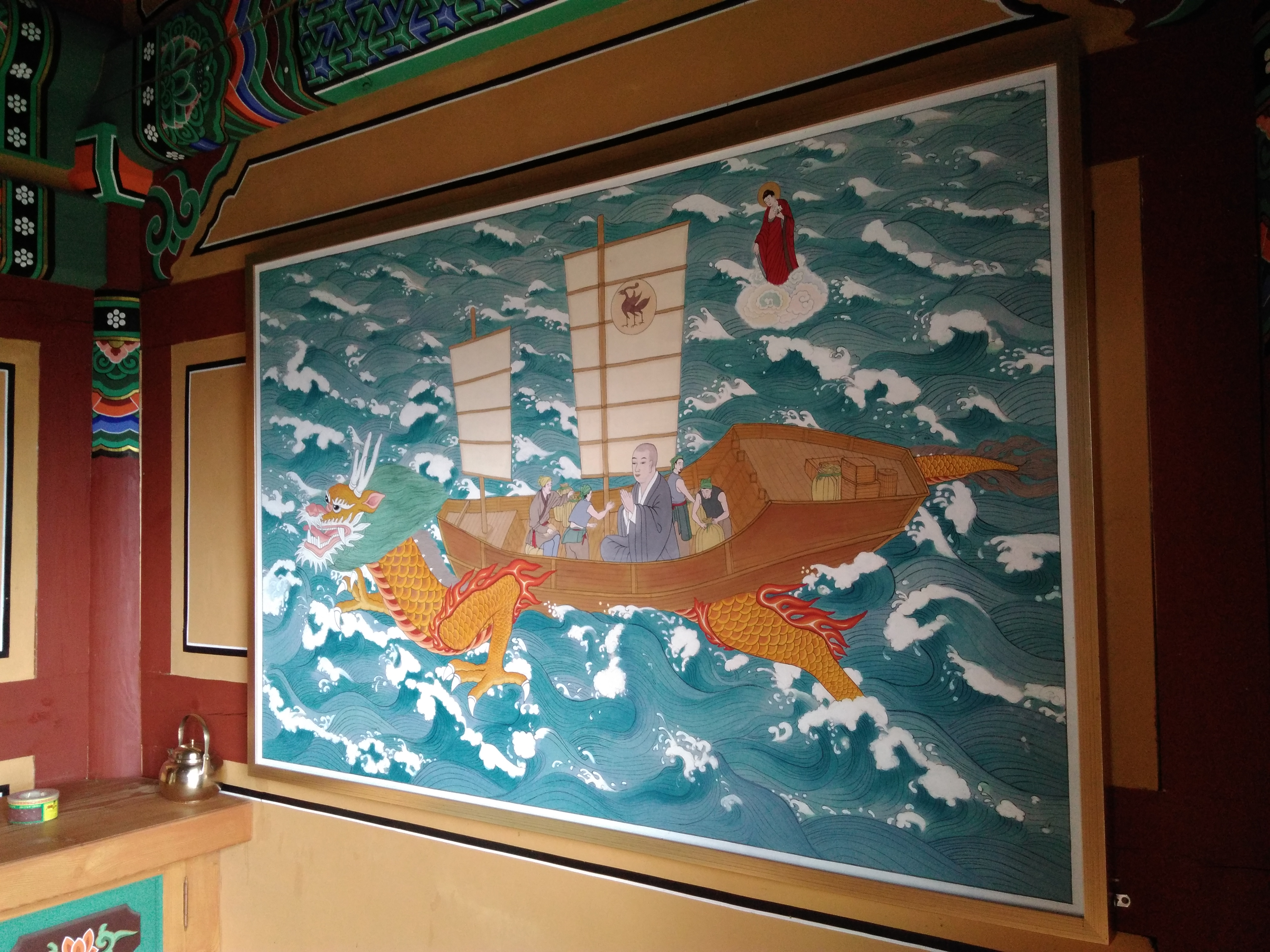
선묘각 내부
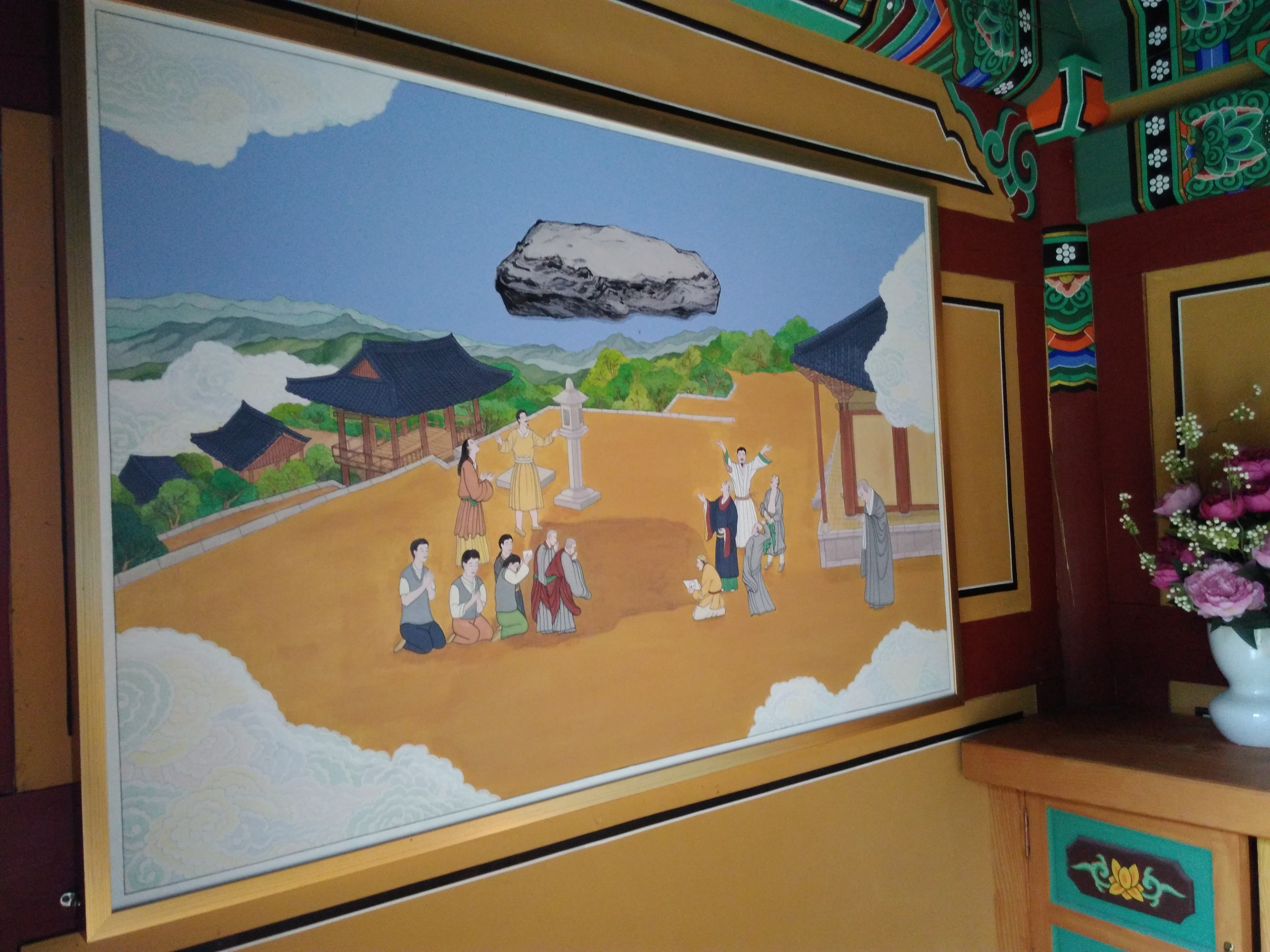
선묘각 내부

### 조사당
조사당(祖師堂)'은 무량수전에서 북쪽으로 약간 떨어진 산 중턱에 위치한다. 의상과 역대 조사를 기리는 곳이다. 대한민국의 국보 제19호다.

### 취현암

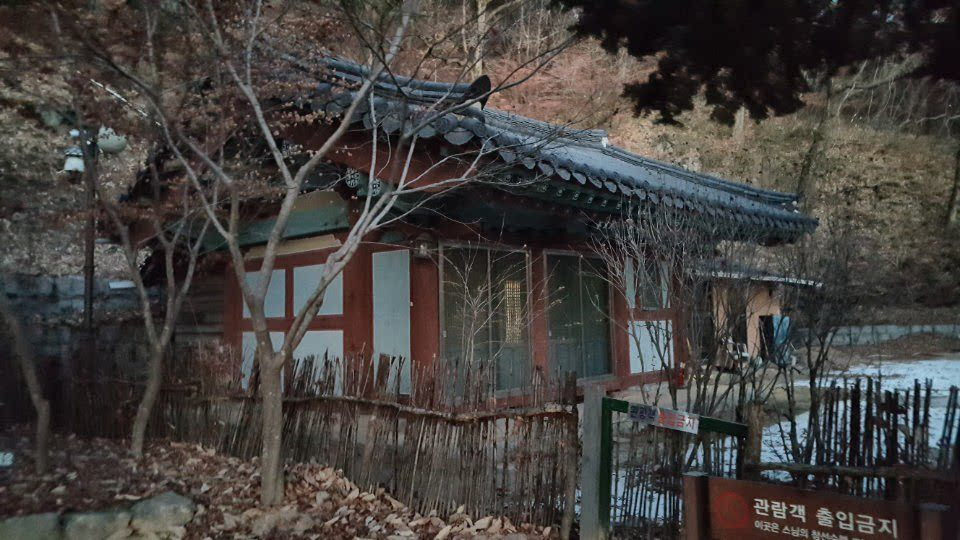
취현암(醉玄庵)

취현암(醉玄庵)은 조사당 동쪽 바로 옆에 있다. 1997년도에 복원되어 2002년까지 선원으로 활용되다 현재 부석사 산내암자로서 쓰이고 있다.

### 응진전

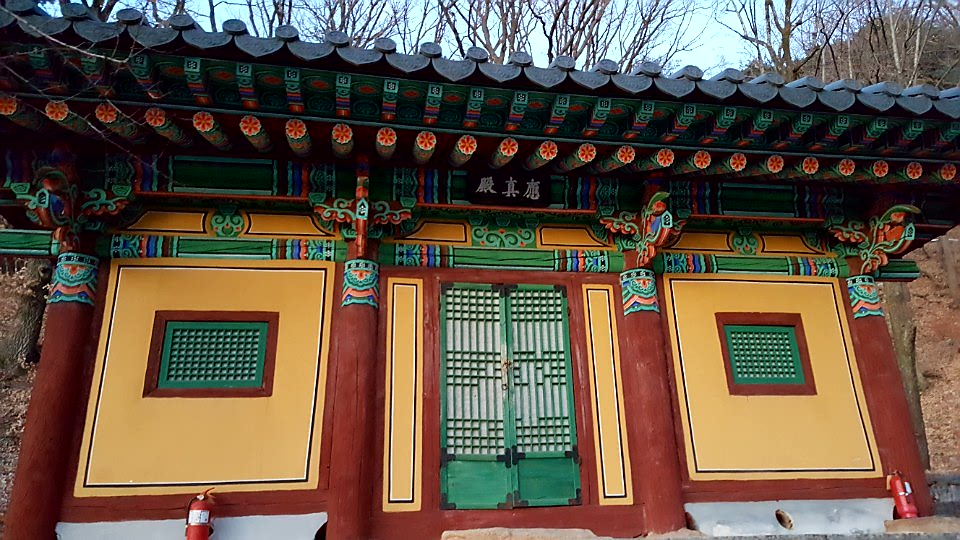
응진전(應眞殿)
무량수전 영역의 북편 위쪽에 떨어져 위치해 있다. 자인당과 함께 거의 일렬로 남향하여 일곽을 이루며 배치되어 있다. 응진전은 석가모니 부처님의 제자인 나한을 모신 전각이다.
정면 3칸, 측면 2칸의 익공계 맞배집으로 1976년에 번와 보수하였다. 이 건물의 공포에서 20세기 초에 유행한 장식적인 익공의 모습을 살펴볼 수 있다. 현재는 내부에 석고로 만든 석가삼존불과 고졸한 십육나한상이 안치되어 있다.

### 자인당

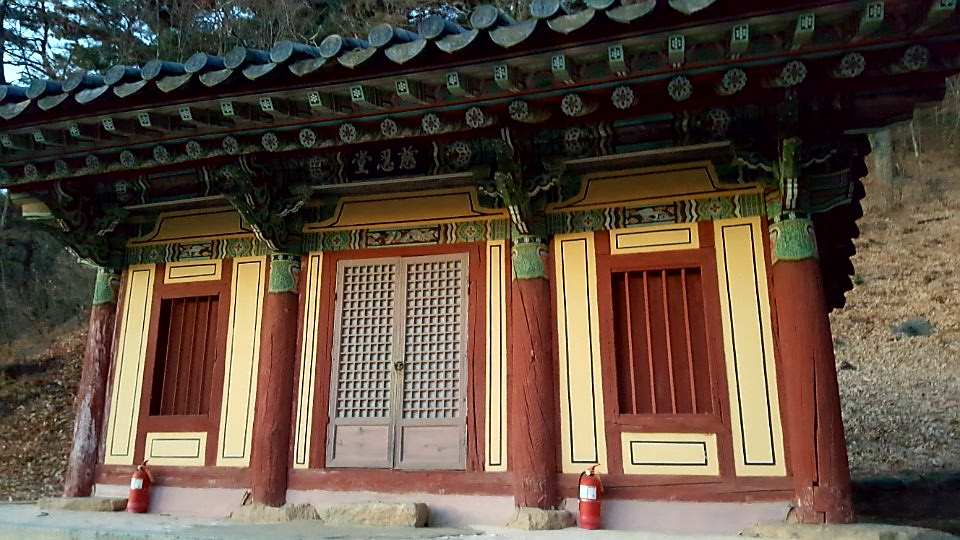
자인당(慈忍堂)

자인당(慈忍堂)은 선방의 용도로 사용되던 건물로, 부석사에서 동쪽으로 약 1.5킬로미터 떨어진 폐사지에서 옮겨 온 석불을 이곳에 이안했다
자인당은 정면 3칸, 측면 2칸의 맞배집이다. 공포가 건물 규모에 비하여 너무 크고 측벽에 여러 가지 형태의 옛 부재가 섞여 있는 것으로 보아 19세기 후반경에 해체 부재를 재사용하여 지은 것으로 추정된다. 현재 실내에는 석조 삼존여래 좌상(보물 제220호)을 모셨는데 가운데는 석가여래이고 좌우는 비로자나불이다.

### 단하각

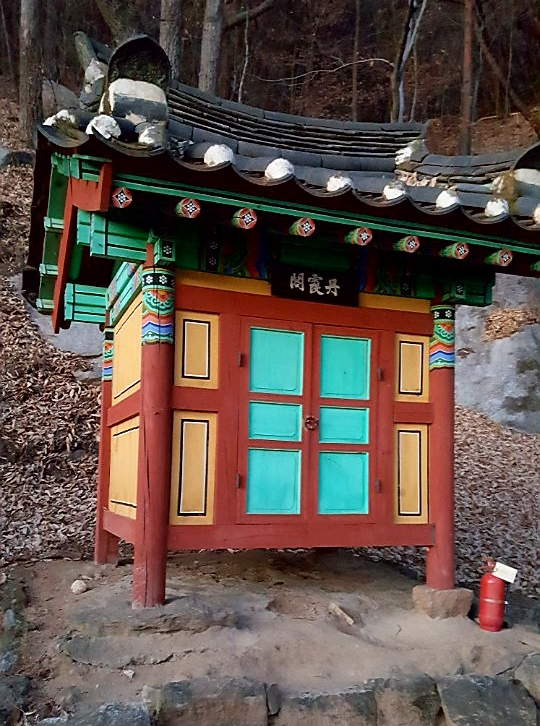
단하각(丹霞閣)

단하각(丹霞閣)은 최근세 지어진 것으로, 응진전 뒤쪽에 위치한다. 단하각(丹霞閣)의 "단하"(丹霞)가 무엇을 의미하는지 모른다. 사리를 얻기 위하여 목불(木佛)을 쪼개 땠다는 단하소불(丹霞燒佛)의 고사로 유명한 중국 육조시대의 단하 천연(丹霞天然) 선사를 모신 것이라면, 선종과 연관이 있는 전각이다. 그러기에 도량에서 다소 떨어져 있는 선방 근처에 지었는지도 모른다.

### 범종루

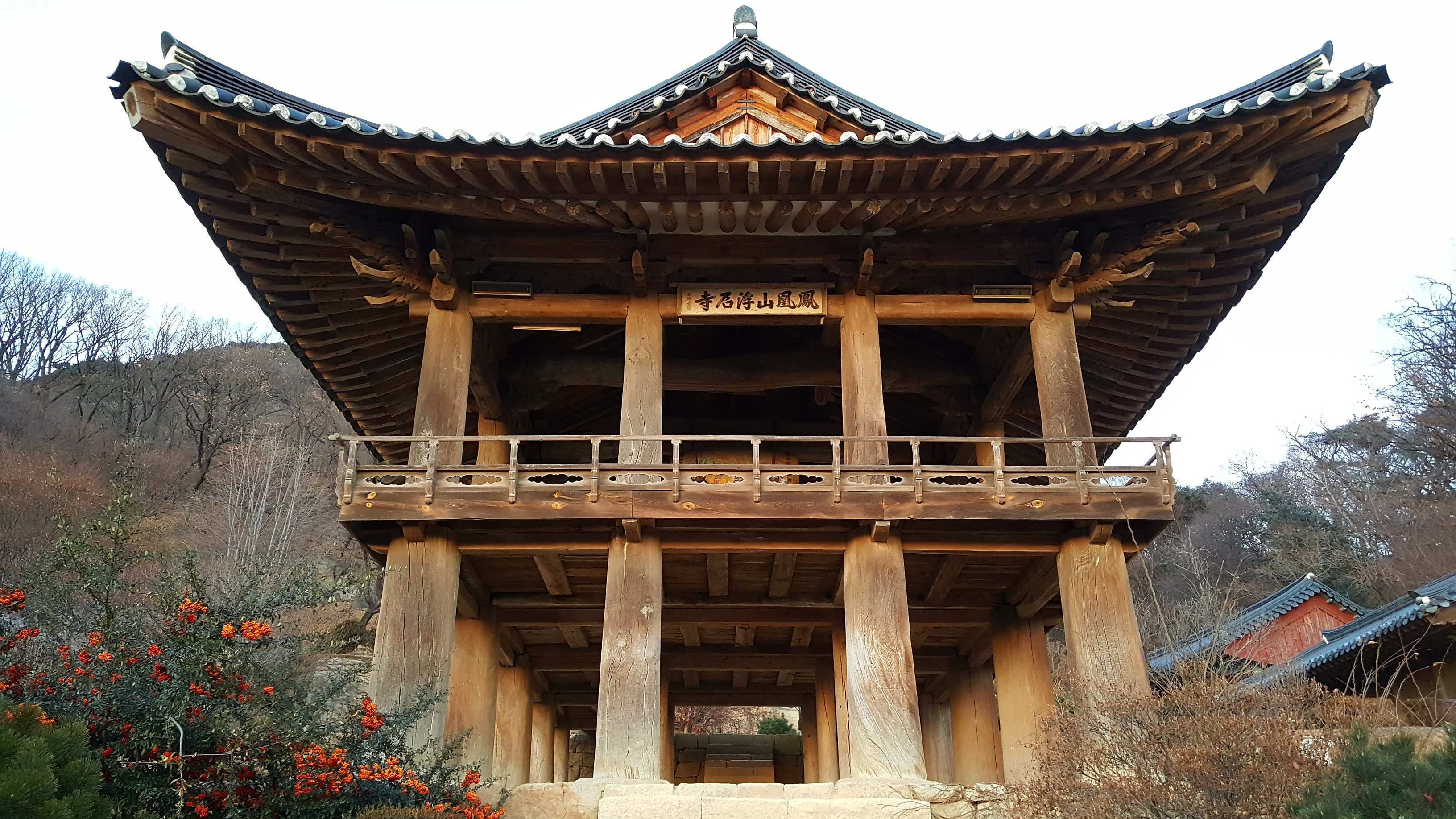
범종루(梵鍾樓)

범종루(梵鐘樓)는 구조는 누각식 문으로, 2층 정면 3칸, 측면 4칸으로 이루어졌다. 위에는 현재 종이 없고, 북과 목어가 걸려있다. 지붕은 정면 부분이 팔작지붕의 측면인 합각, 뒷부분이 맞배지붕이 측면인 박공 부분이다. 2층 뒤쪽 가운데 한 칸을 뚫어 밑에 계단을 세워 안양문이랑 향하게 하였다.

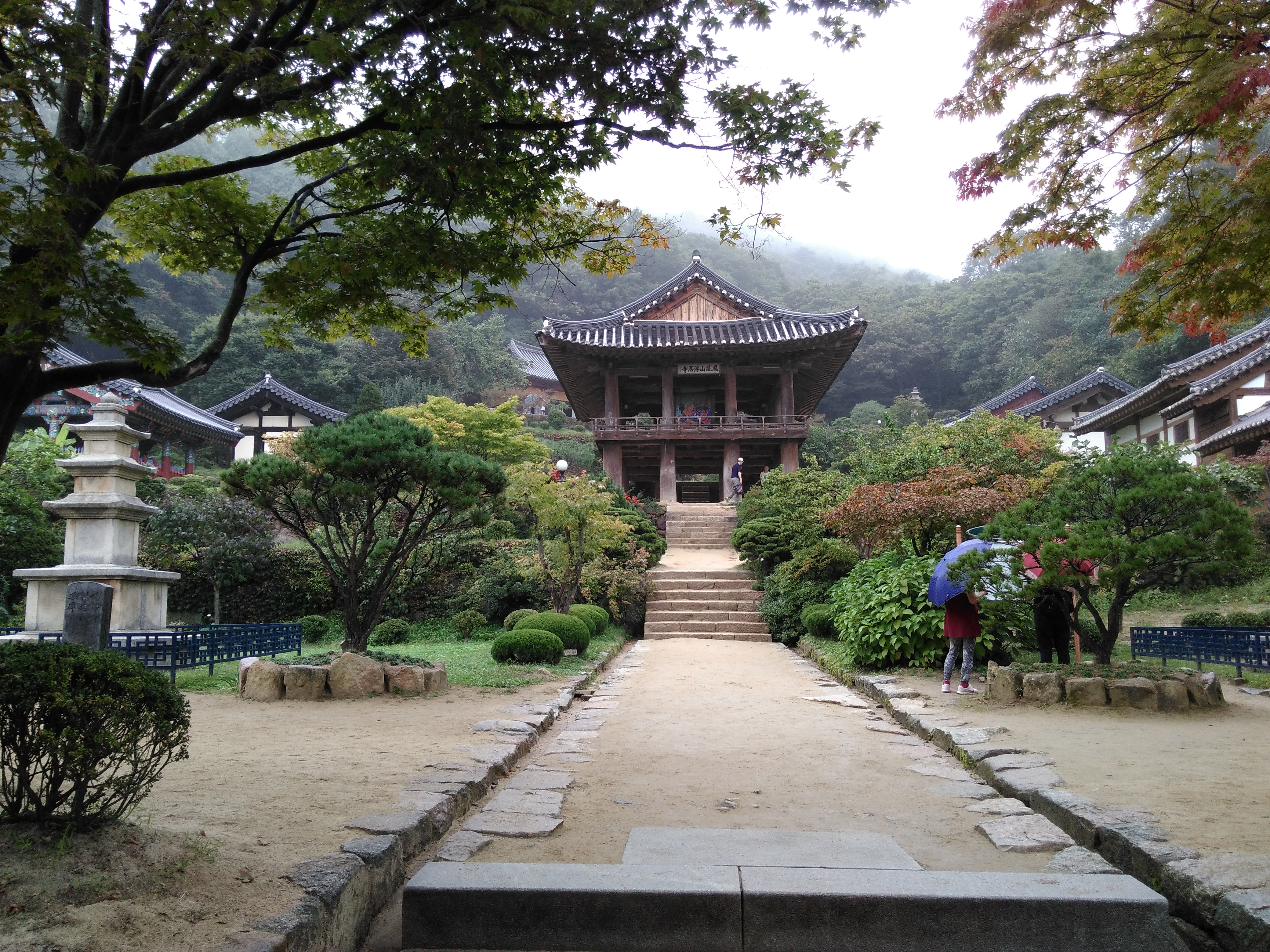
범종루에서 좌측에 보이는게 삼층석탑이다.
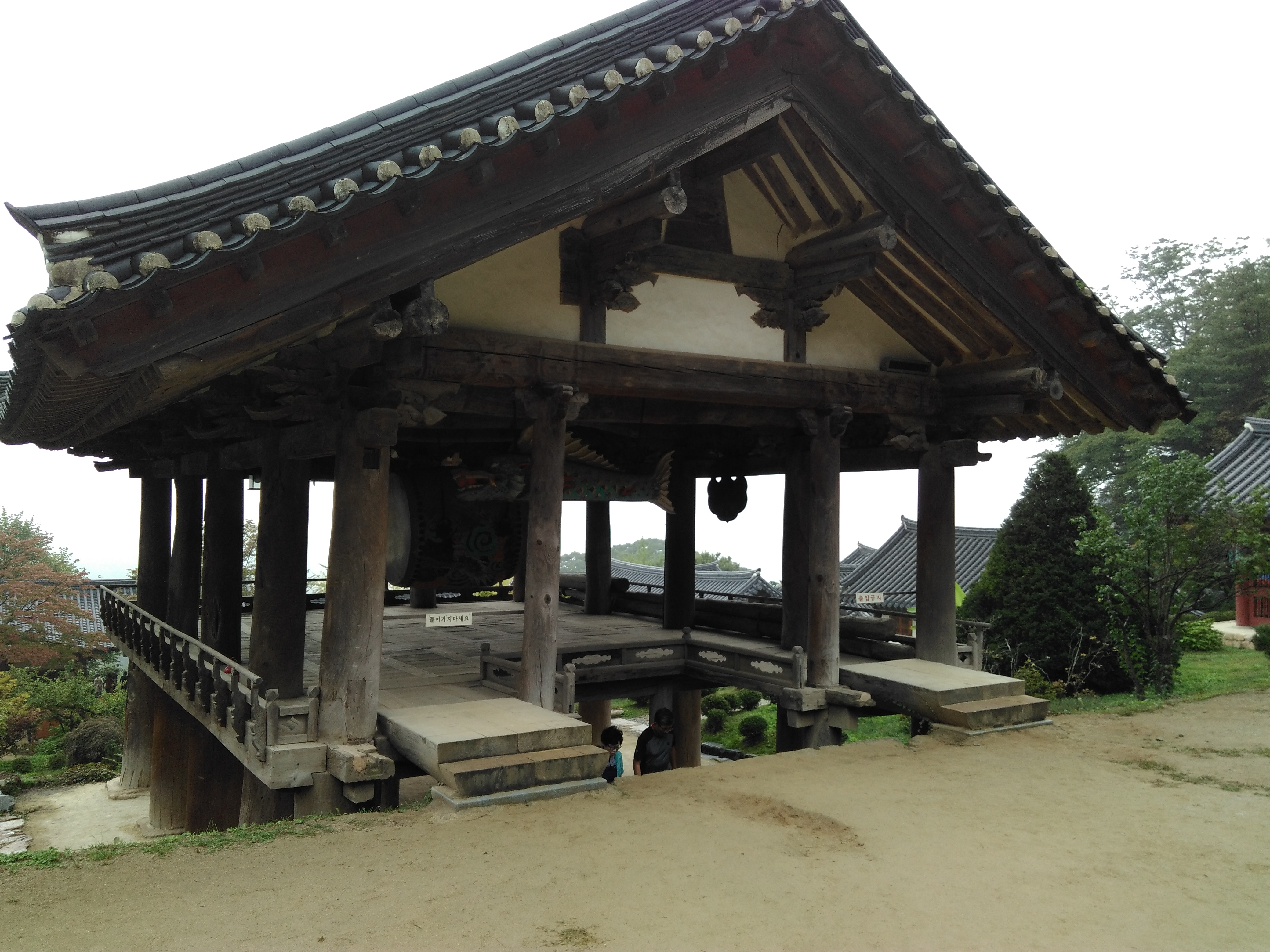
뒤쪽에서 본 범종루
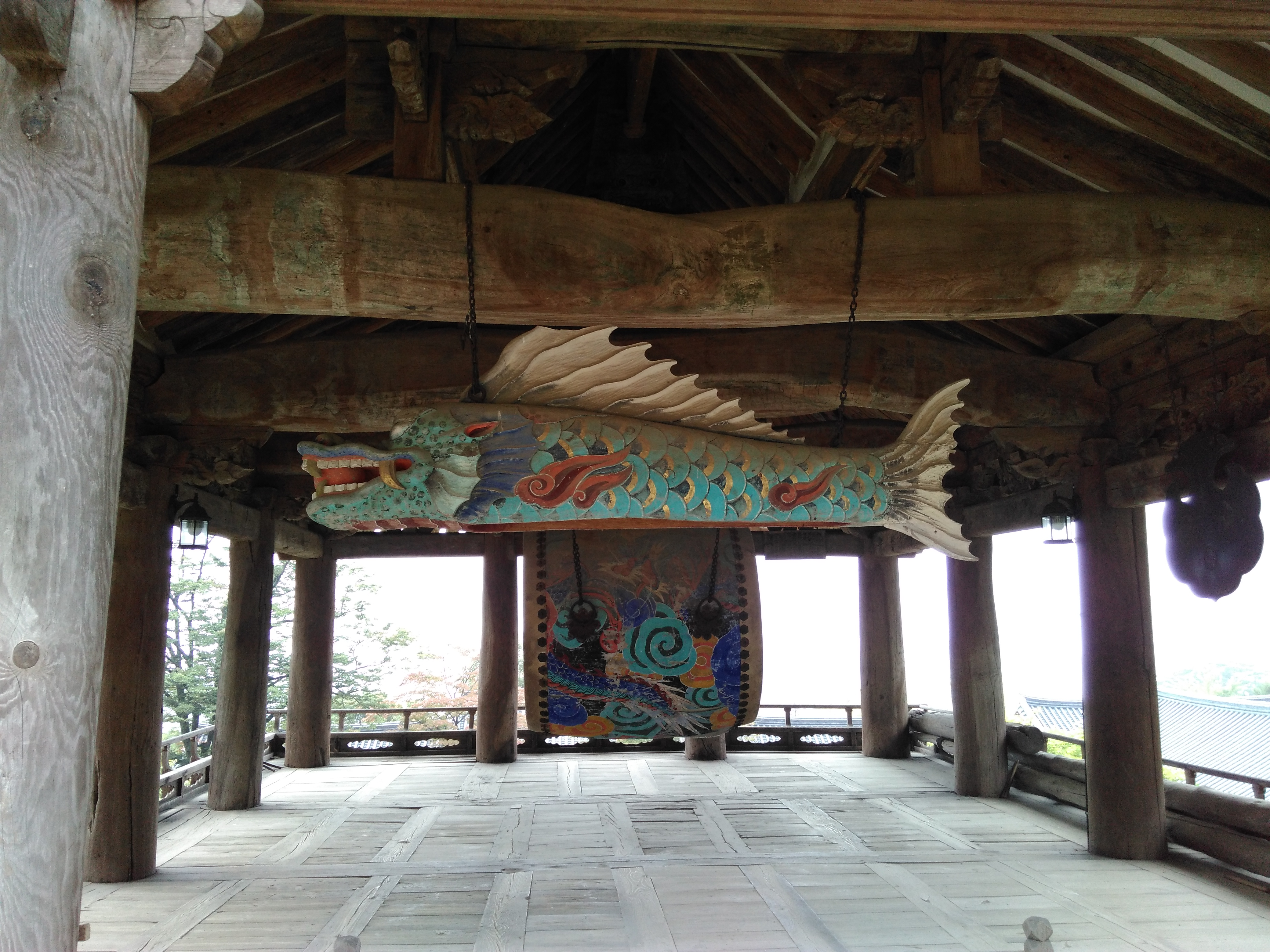
범종루의 북과 목어

### 선열당
선열당(禪悅堂)은 범종각과 안양루 사이에 위치하며, 스님들이 거처하는 요사채로 이용되고 있다.

### 응향각

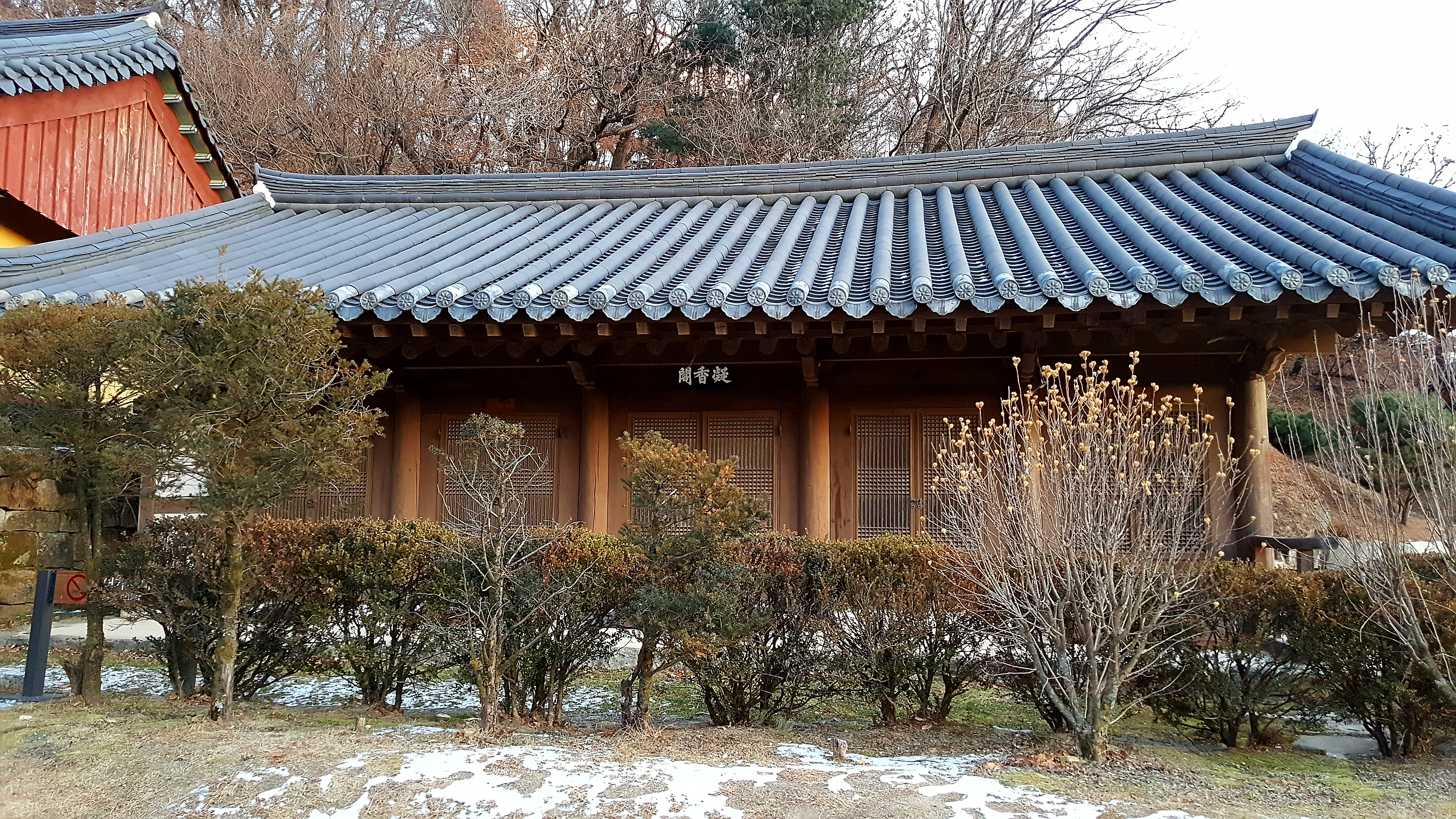
응향각(凝香閣)

응향각(凝香閣)은 취현암 앞에 위치하며 원래는 강원 건물이었다. 무량수전으로 오르는 계단 오른쪽에 위치했었는데, 통로와 너무 인접하여 1980년 철거하고 뒤로 물려서 신축하였다. 정면 5칸 측면 1칸 반의 익공계 맞배집으로 최근 전면에 마루를 달았다.

### 삼성각

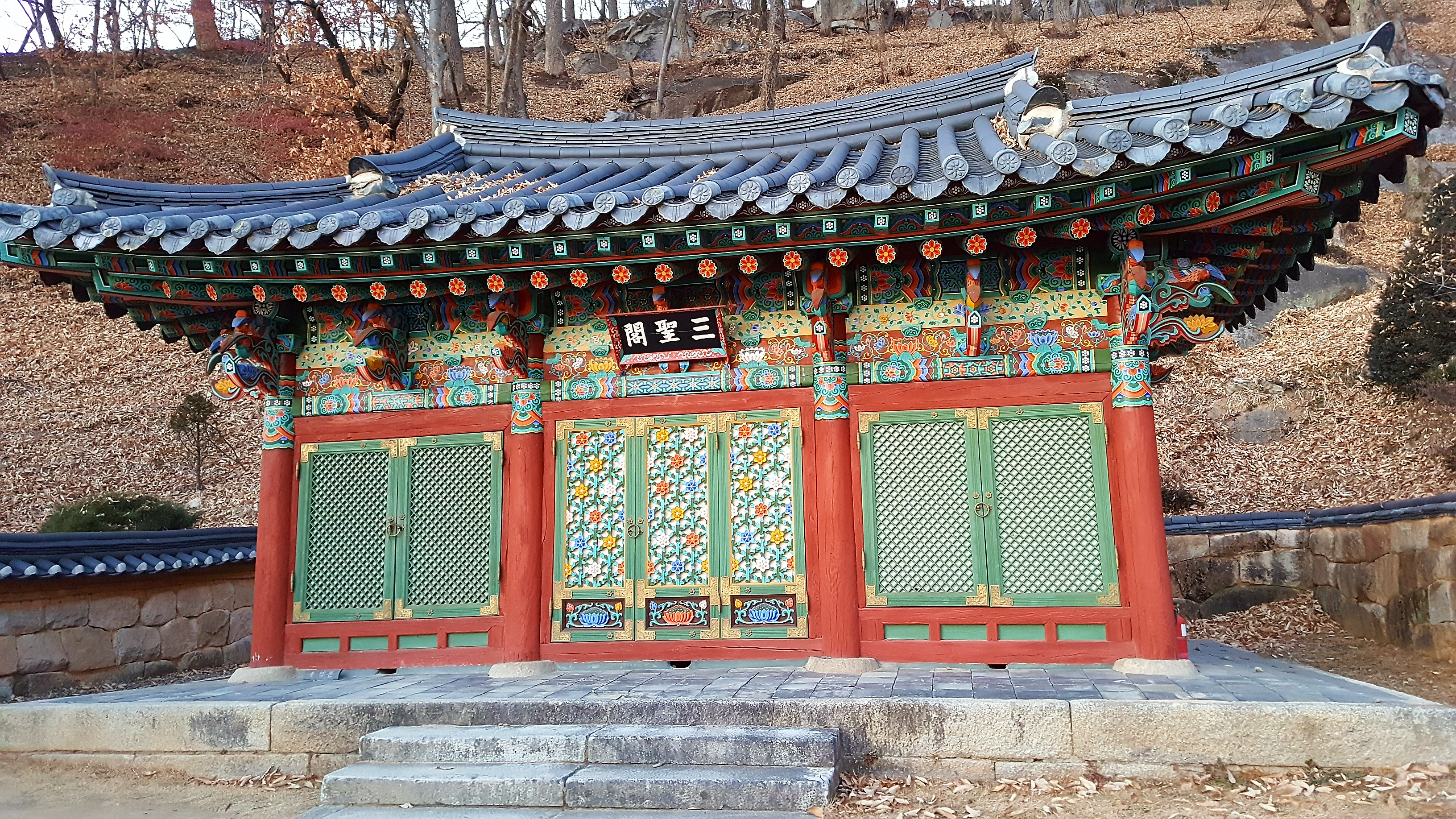
삼성각(三聖閣)

삼성각(三聖閣)은 칠성, 독성, 산신을 한 곳에 모신 전각으로 무량수전 서쪽 석축 아래에 위치해 있다. 원래는 축화전(祝花殿)이라 불렀는데 영조 때 대비의 원당으로 지은 건물이라 한다. 1979년의 부수때까지는 원각전(圓角殿)이라 하였고 목조 아미타여래 좌상을 모셨었다.

### 종각
종각(鐘閣)은 범종을 보관하는 건물로, 1980년의 보수공사 이후 신축했다. 정면 3칸, 측면 2칸의 익공계 맞배집으로, 기둥만 새우고, 기둥 사이는 홍살로 막았다.

## 문화재
- 석단(石壇) · 당간지주(幢竿支柱) · 석등 · 3층석탑은 신라 때의 것이고, 무량수전(無量壽殿)과 조사당(祖師堂)은 고려 때의 건축이다.[6]

- 국보
  - 영주 부석사 무량수전 앞 석등 (제17호)
  - 영주 부석사 무량수전 (제18호)
  - 영주 부석사 조사당 (제19호)
  - 영주 부석사 소조여래좌상 (제45호)
  - 영주 부석사 조사당 벽화 (제46호)
- 보물
  - 영주 북지리 석조여래좌상 (제220호)
  - 영주 부석사 삼층석탑 (제249호)
  - 영주 부석사 당간지주 (제255호)
  - 영주 부석사 고려목판 (제735호)
    - 영주 부석사 고려목판-대방광불화엄경진본 (제735-1호)
    - 영주 부석사 고려목판-대방광불화엄경주본 (제735-2호)
    - 영주 부석사 고려목판-대방광불화엄경정원본 (제735-3호)

  - 영주 부석사 오불회 괘불탱 (제1562호)
  - 영주 부석사 석조석가여래좌상 (제1636호)
  - 영주 부석사 안양루
  - 영주 부석사 범종각
- 경상북도 유형문화재
  - 영주 부석사 원융국사비 (제127호)
  - 영주 부석사 삼층석탑 (제130호)

## 사진

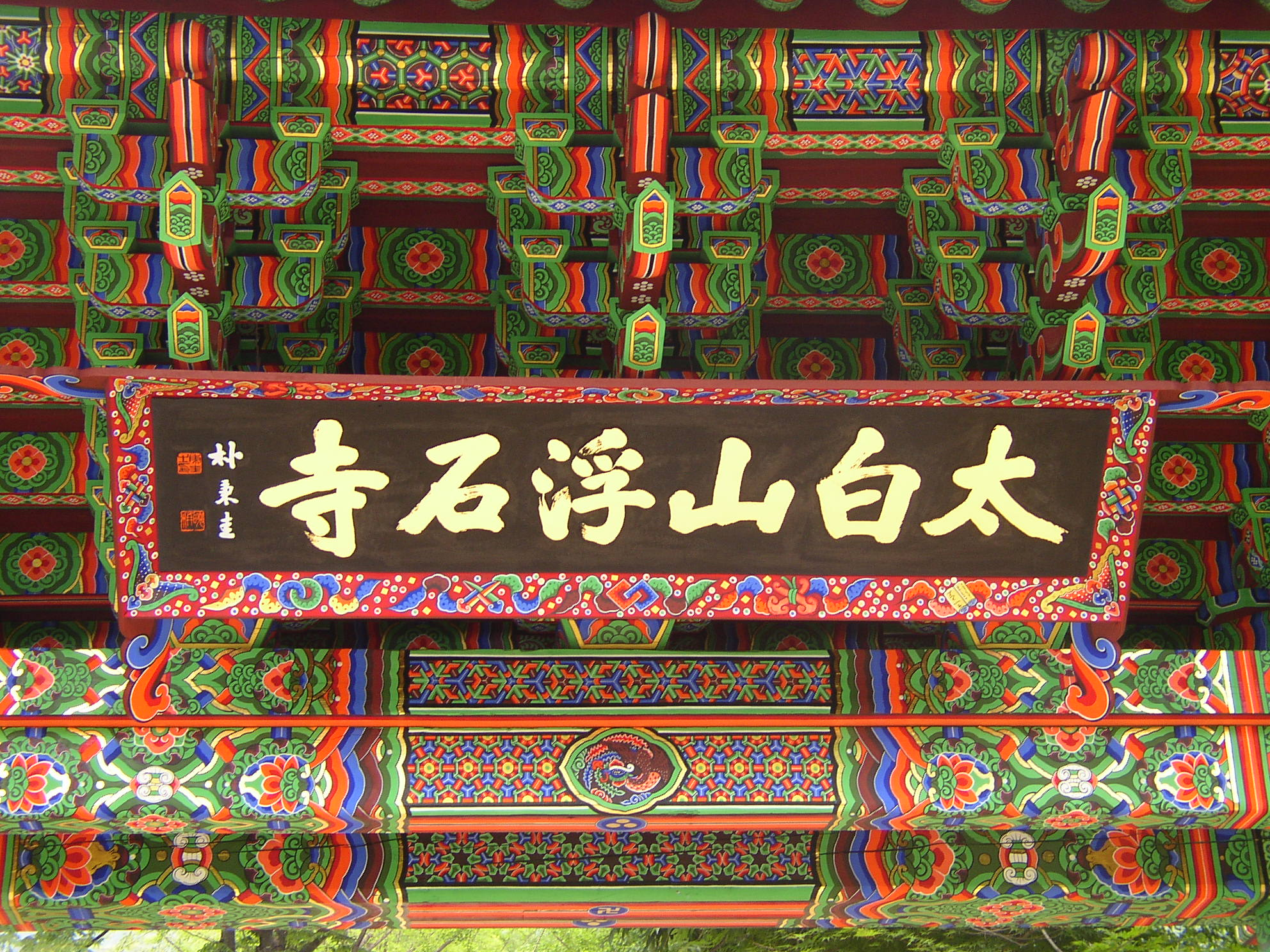
일주문 앞쪽 현판
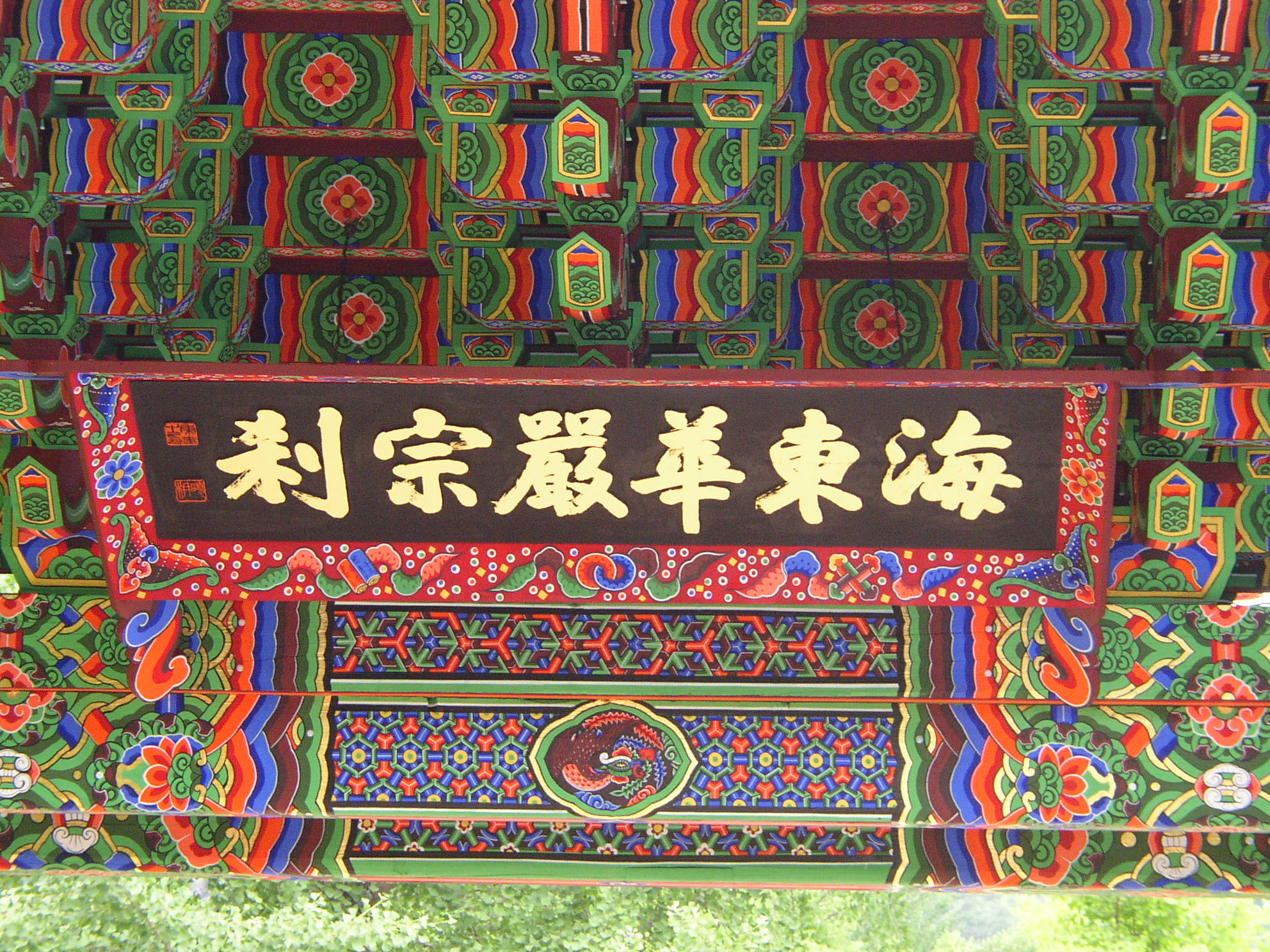
일주문 뒷쪽 현판
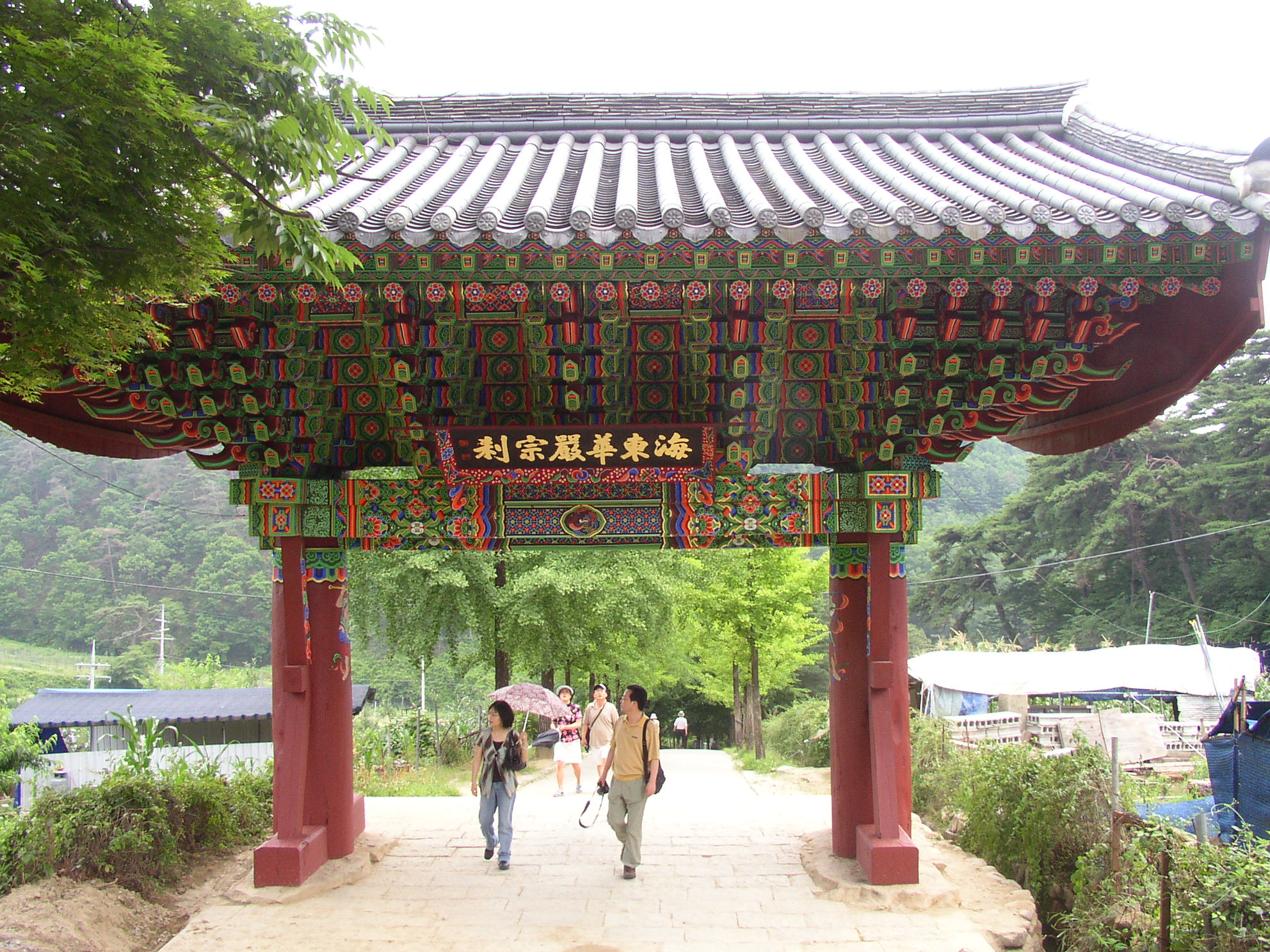
일주문 뒷쪽 현판
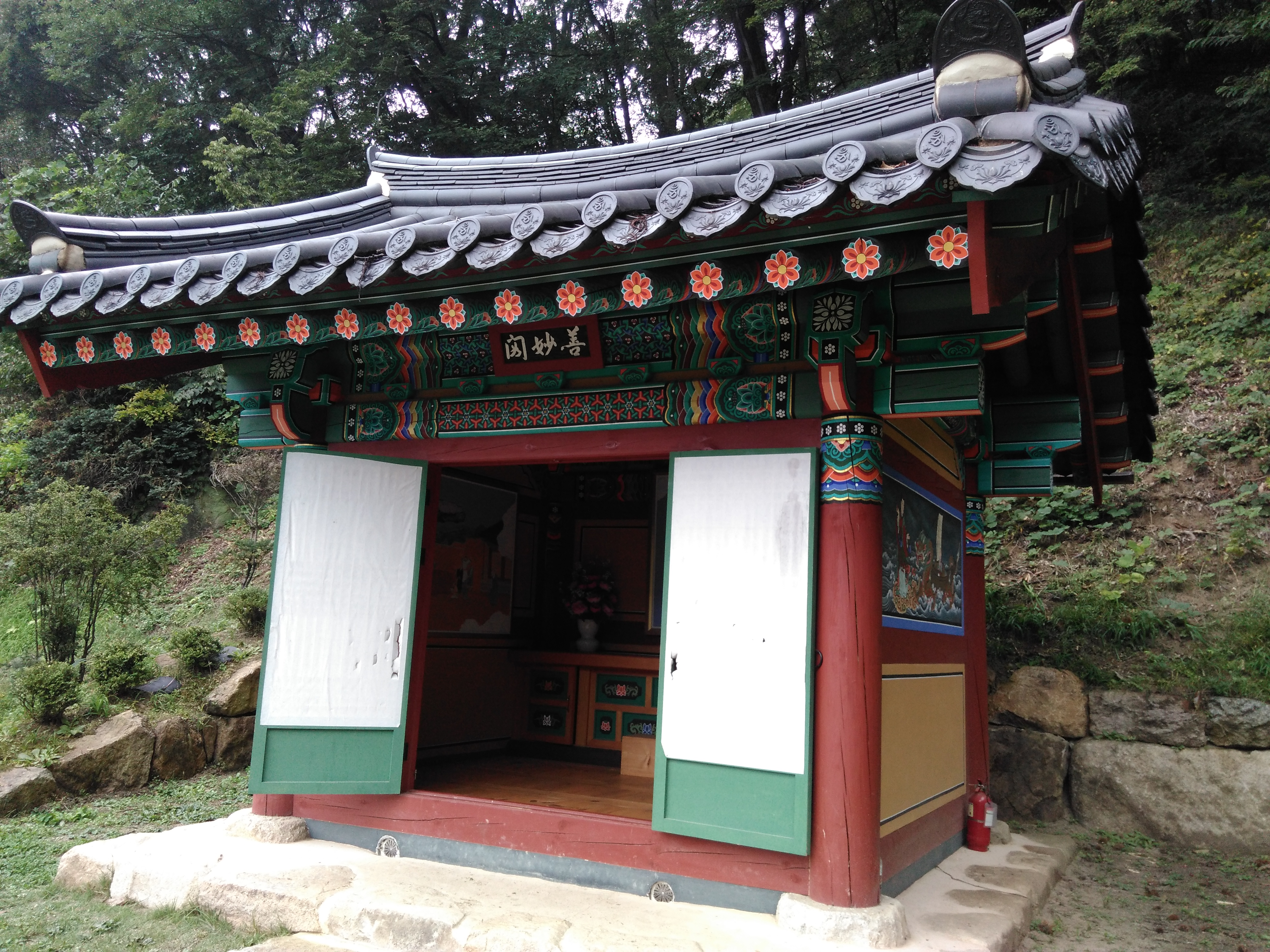
선묘각
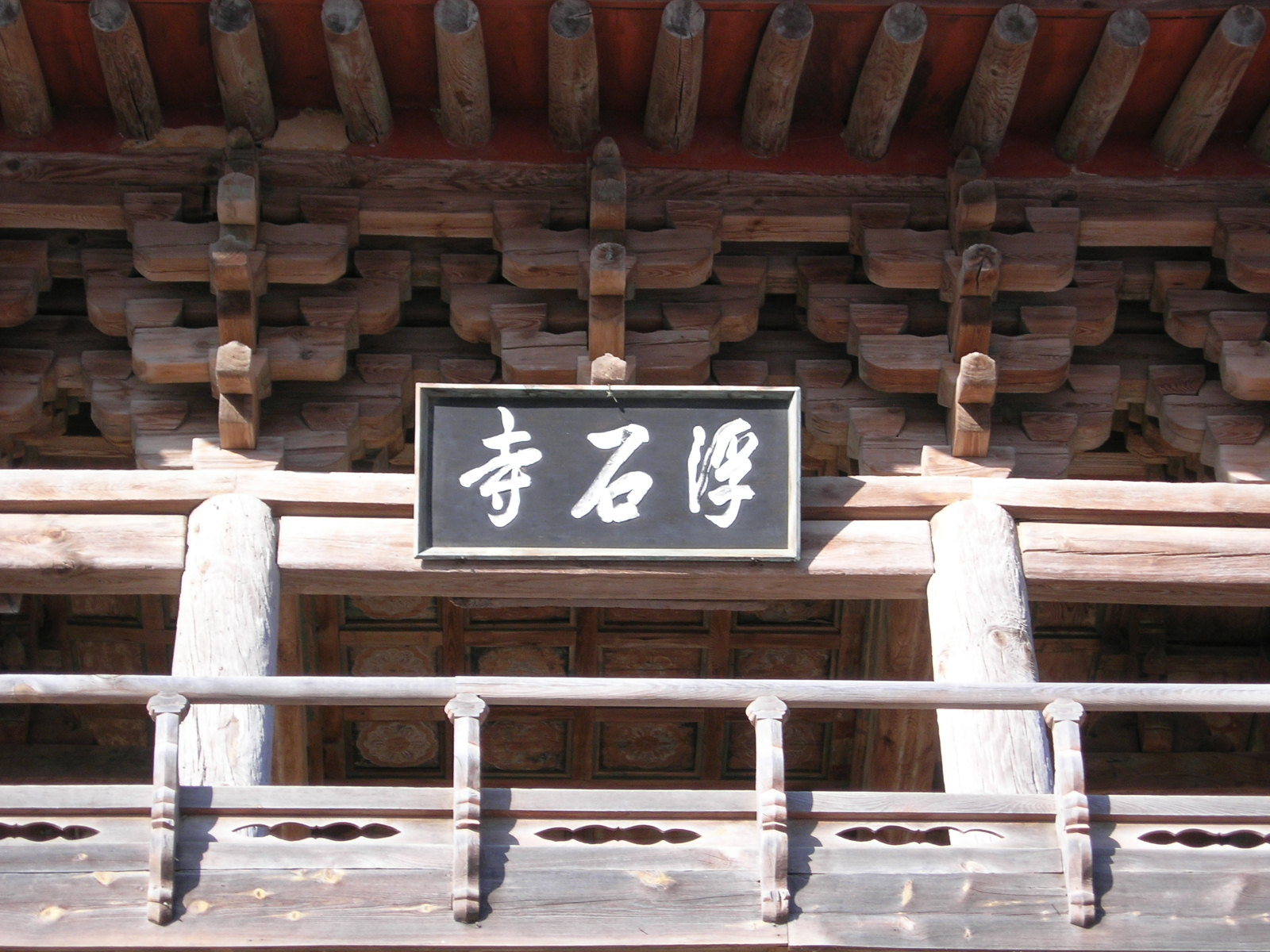
전 대통령 이승만이 쓴 부석사 현판. 부석사 안양루에 걸려 있다.
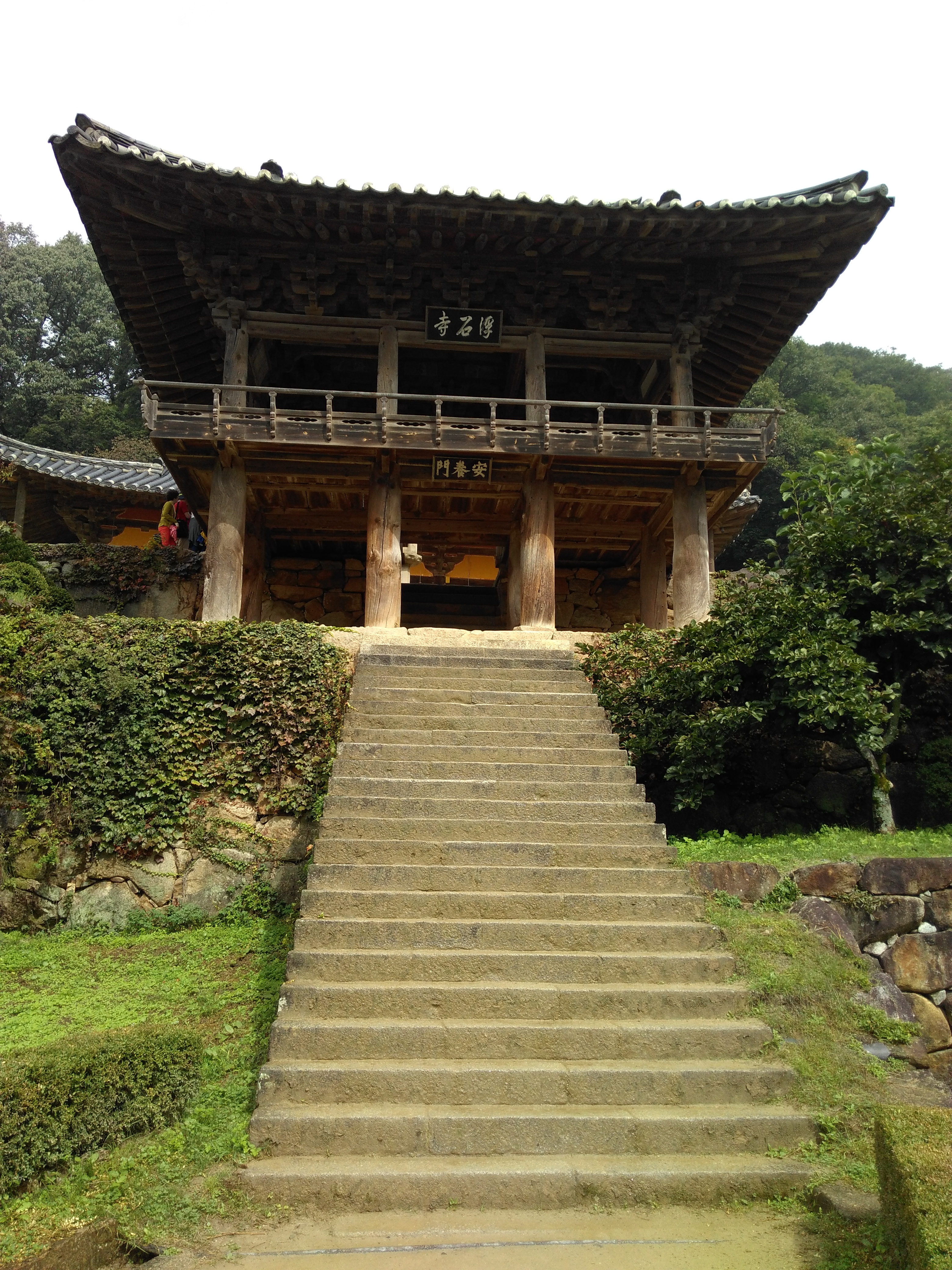
안양루
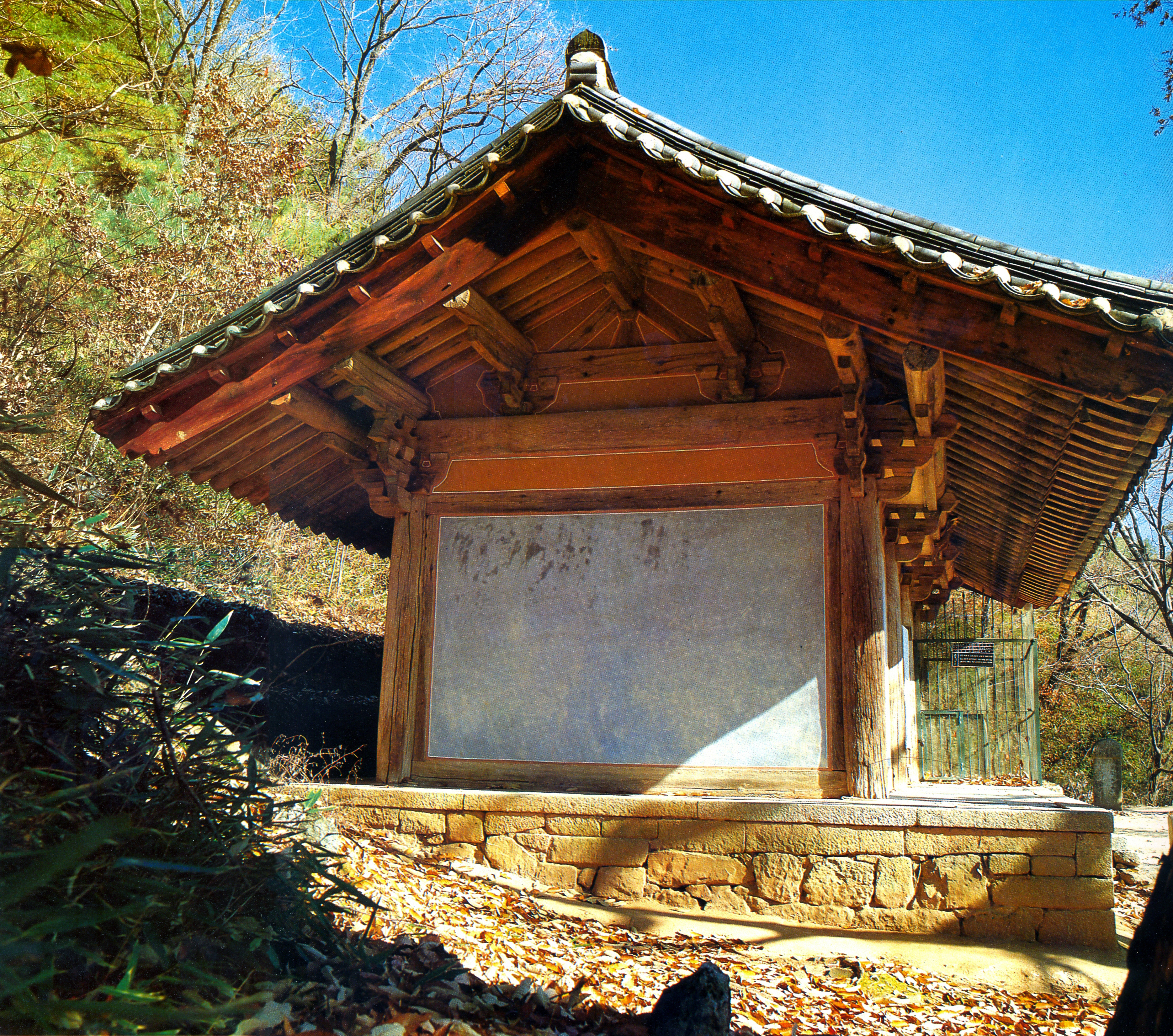
조사당
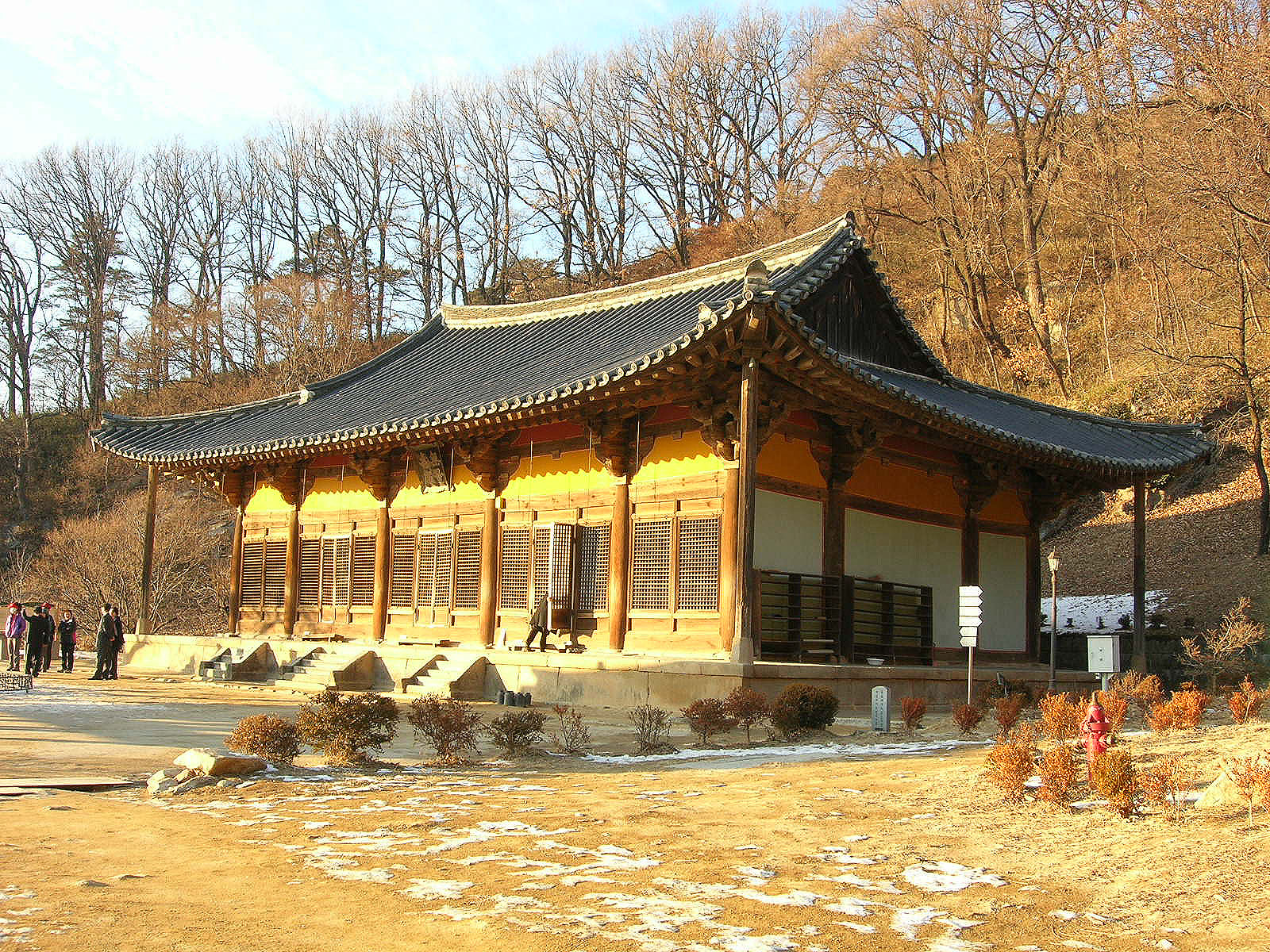
무량수전
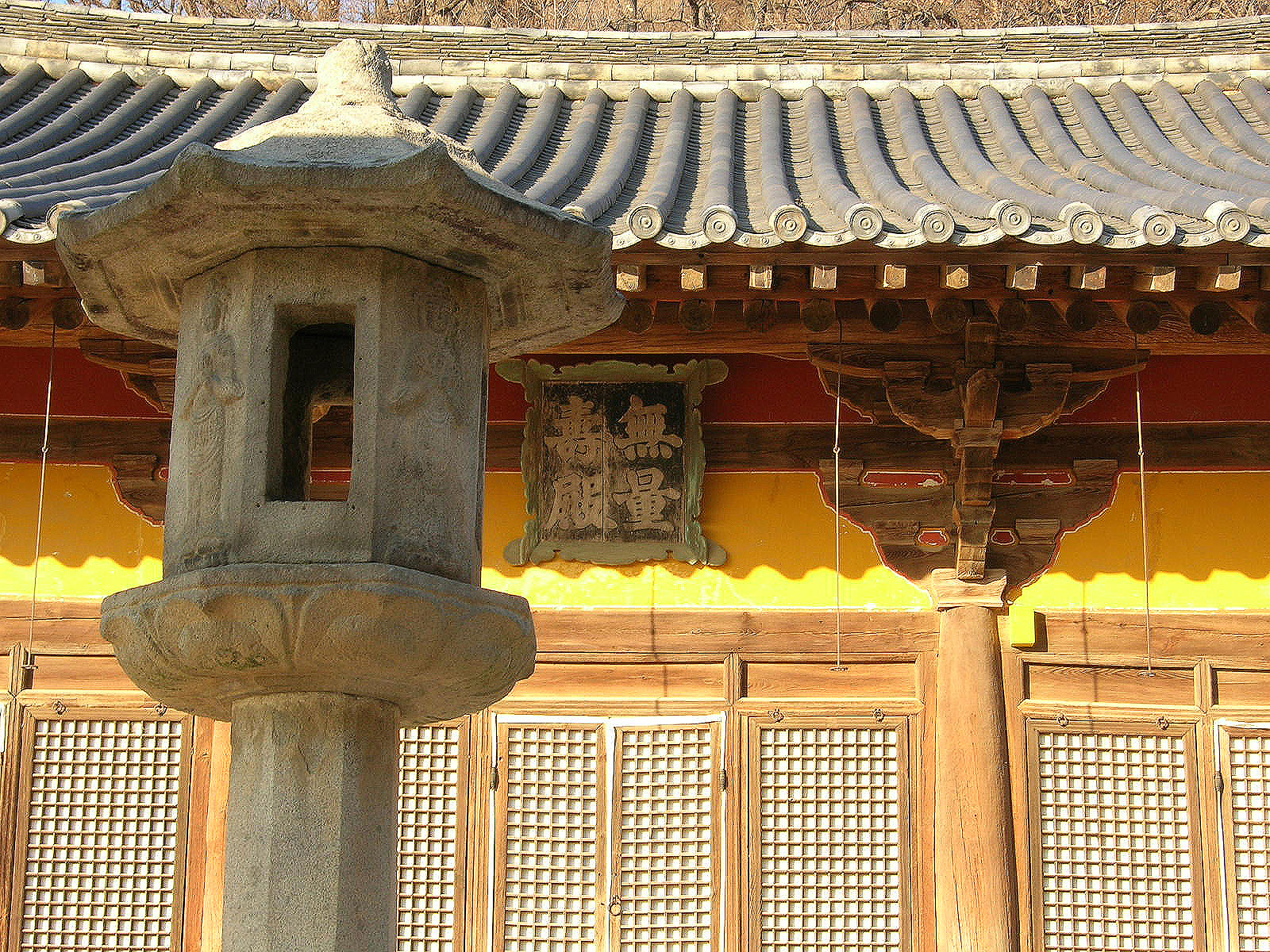
무량수전과 무량수전 앞 석등
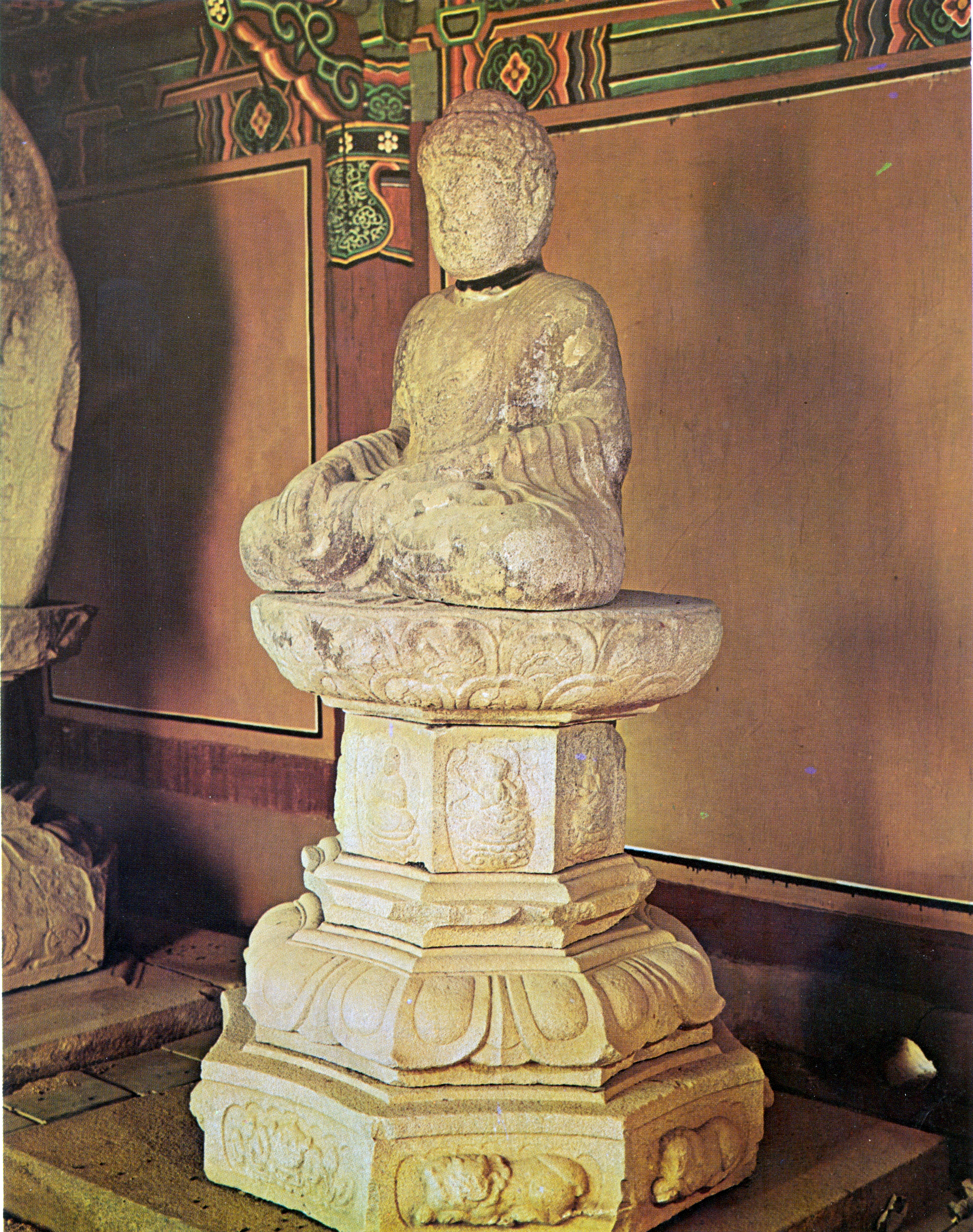
보물 제220호 영주 북지리 석조여래좌상
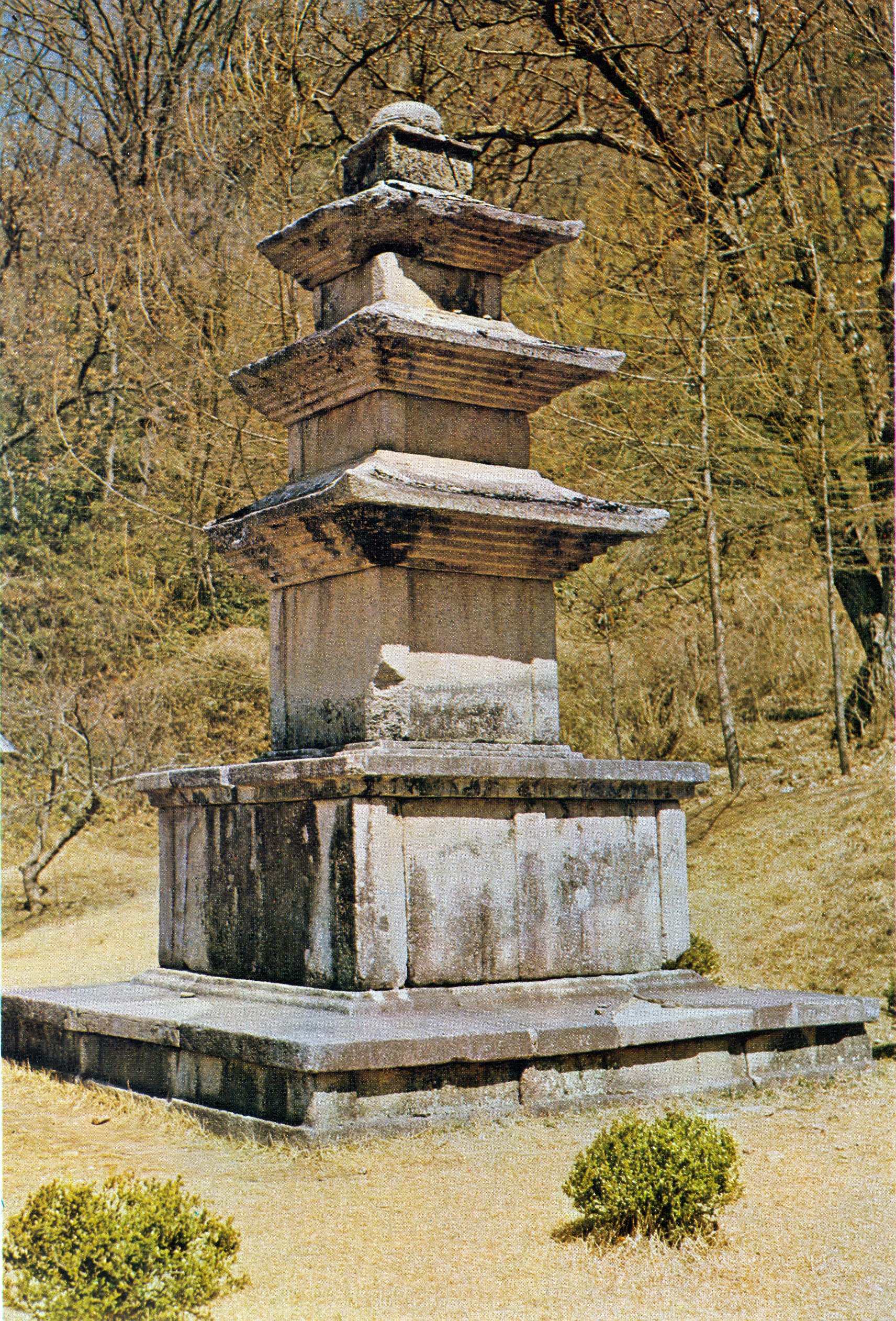
삼층석탑
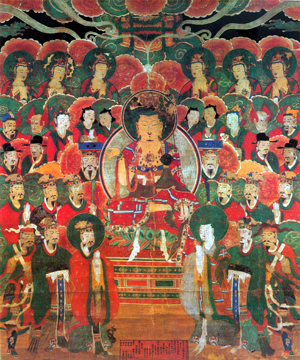
영산회상도(靈山會上圖)
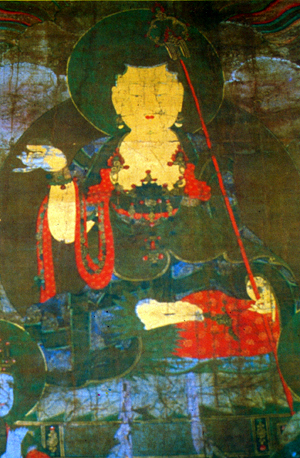
영산회상도
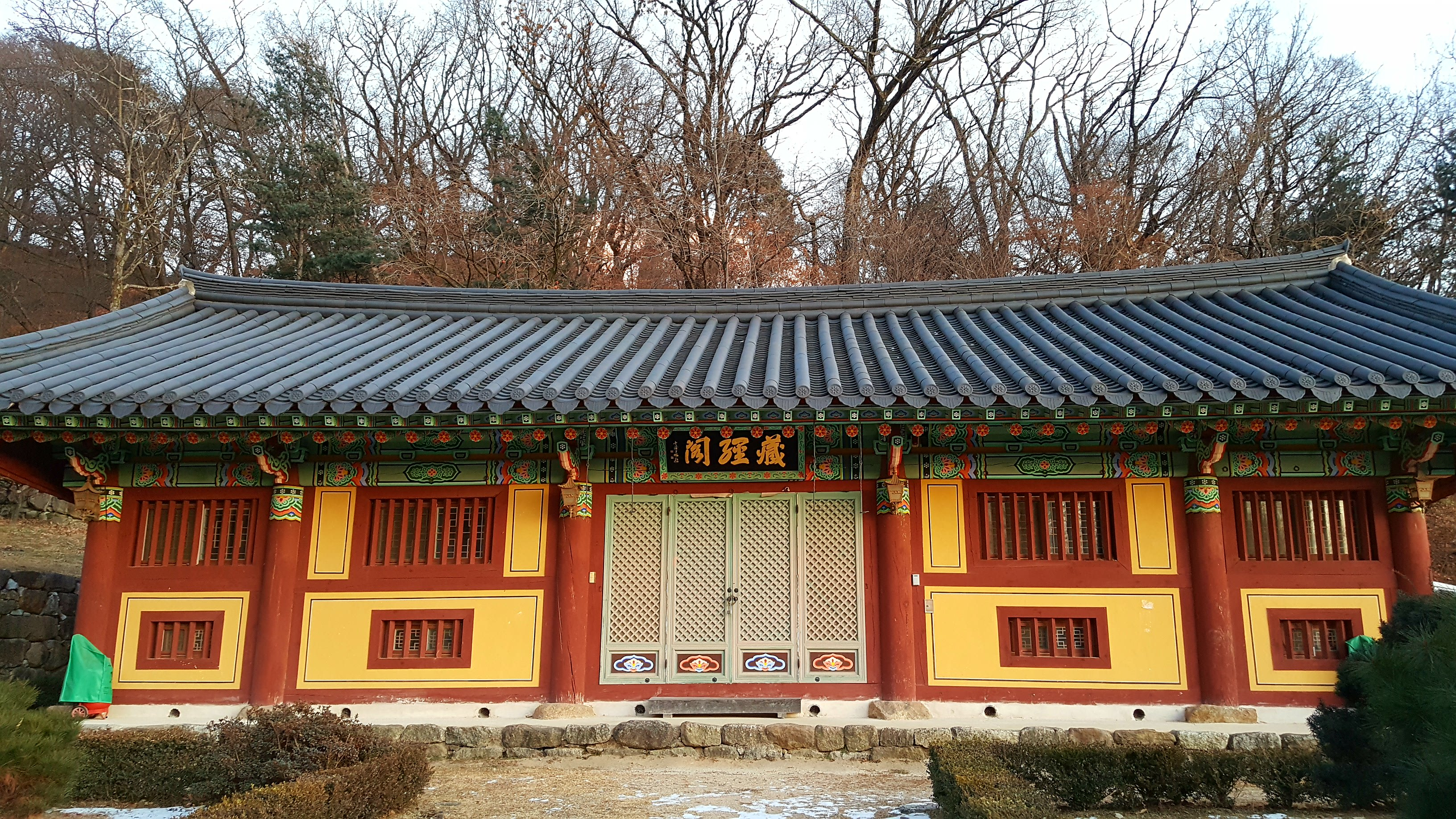
장경각(藏經閣)